# Стара пінакотека
Стара пінакотека в Мюнхені (нім. Alte Pinakothek) — картинна галерея, унікальна колекція творів живопису майстрів Середньовіччя до середини XVIII століття, які були зібрані правителями Баварії. Будівля Старої Пінакотеки побудована за проєктом Лео фон Кленце.
Навпроти Старої пінакотеки розташована Нова пінакотека з роботами художників XIX — початку XX століть. В третій пінакотеці Мюнхена, «Пінакотеці сучасності», представлено мистецтво XX і XXI століть.

## Історія

### Заснування
Початок майже п'ятивікової історії пінакотеки (від грец. «зберігальня картин») відноситься до 1528 р. Саме тоді герцог Вільгельм фон Віттельсбах (1508—1550 рр.) замовив у найкращих німецьких художників картини на історичні та біблійні теми для того, щоб прикрасити літній павільйон своєї резиденції. Першою картиною, яка потрапила у його колекцію, стала «Битва Александра Македонського з Дарієм», яка була написана Альбрехтом Альтдорфером у 1529 р.

### Подальший розвиток і існування

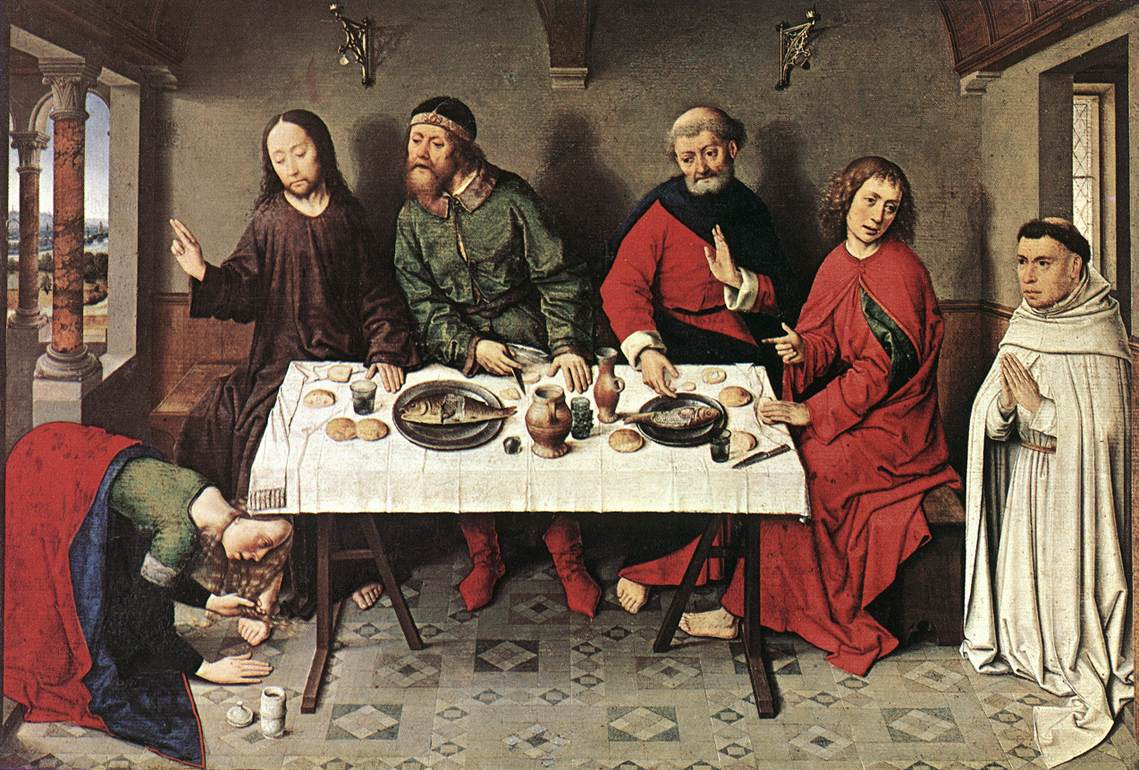
Дірк Баутс, Христос і грішниця в домі Симона фарісея, до 1450 р.

Спадкоємці Вільгельма продовжили традицію колекціонування художніх полотен. Більшість картин завдяки турботам володарів та хранителів пінакотеки збереглися до нашого часу. Герцог Максиміліан І (1597—1651 рр.) збирав німецький живопис XVI ст. При ньому була придбана картина Альбрехта Дюрера «Чотири апостоли» (1526 р.), яка стала відомим експонатом пінакотеки. Свою картину Дюрер подарував рідному Нюрнбергу, але Максиміліан I фактично виманив шедевр у жителів цього міста. За часів Максиміліана ІІ Емануїла (1679—1726 рр.) пінакотека набула слави однієї з найкращих в Європі. Пристрасть Максиміліана II до колекціонування призвела до того, що борги правителя досягли великої суми, яку його спадкоємці виплатили лише через 5 років після його смерті. Але саме він під час свого намісництва у Нідерландах придбав в одного антиквара унікальну колекцію фламандського живопису XVII ст., у тому числі полотна Рубенса і ван Дейка. На початку XIX ст. в колекцію увійшла велика кількість картин знаменитих художників Європи — Ганса Гольбейна молодшого, Нітхардта, Рембрандта, майстрів італійського Відродження — Рафаеля і Тіціана.
Колекція картин Рубенса посіла визначне місце у музейних збірках Європи як за кількістю творів, так і за їх мистецькою якістю та різновидами жанрів.

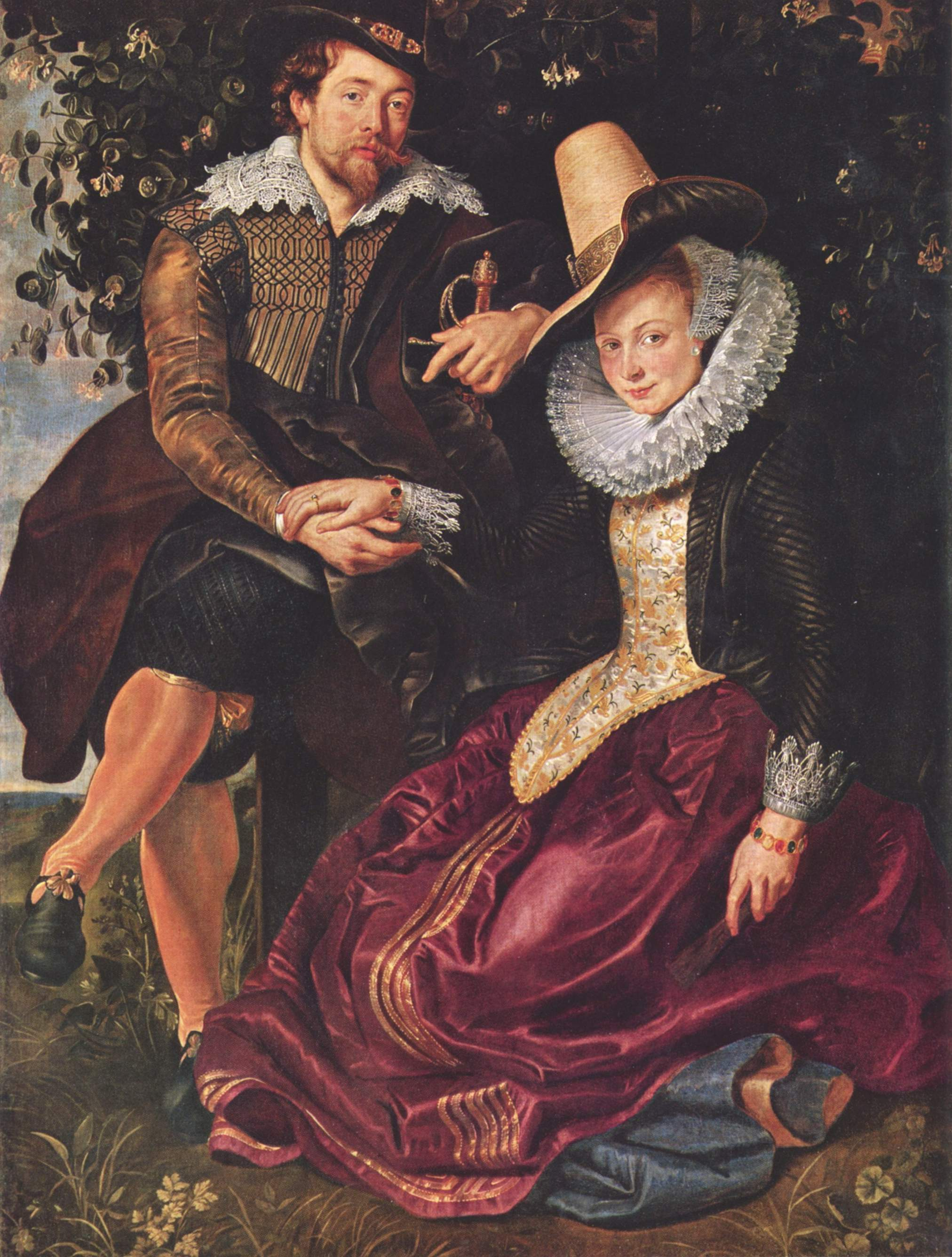
Рубенс, Автопортрет з Ізабеллою Брант
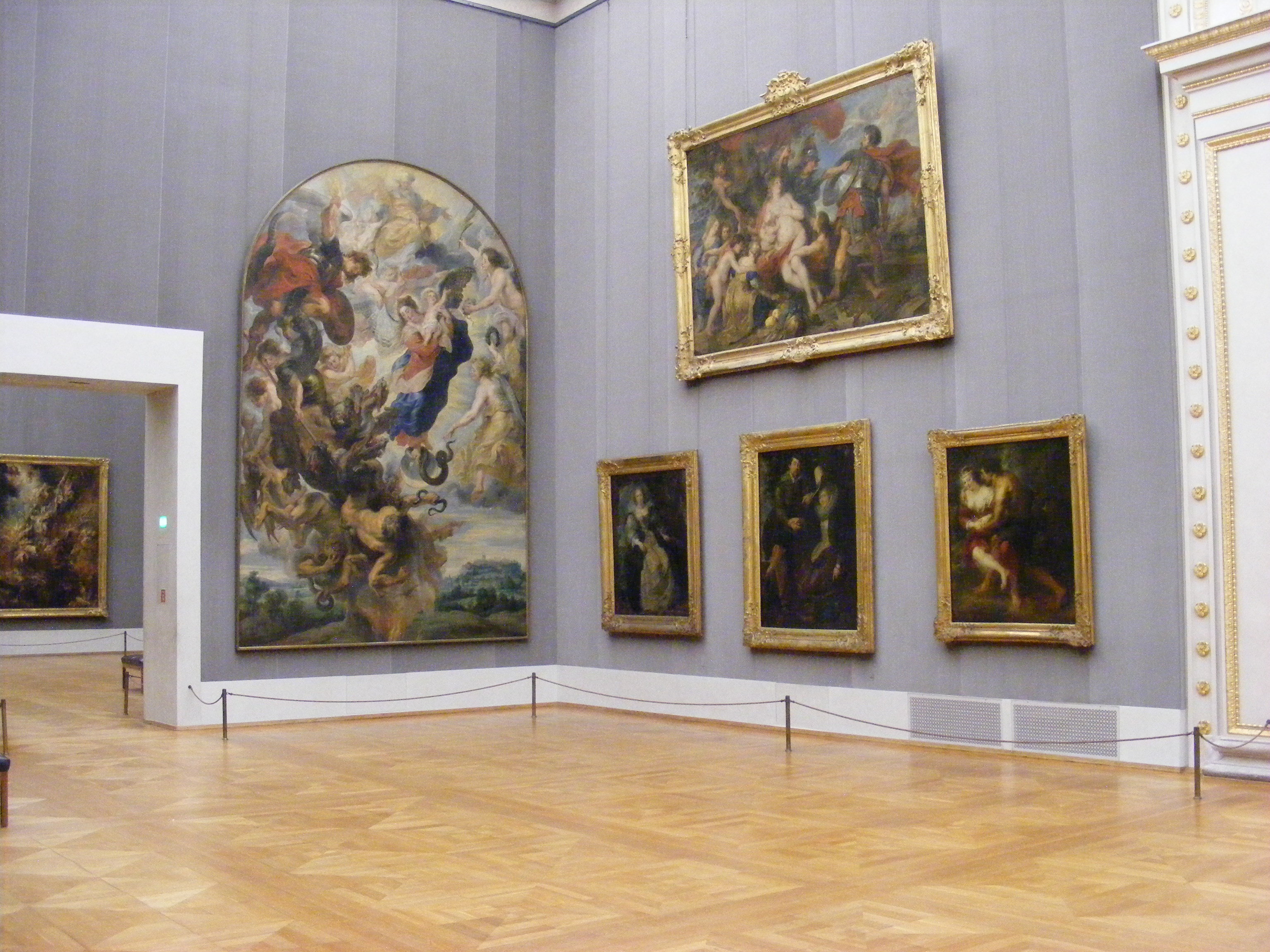
Зала з картинами Рубенса
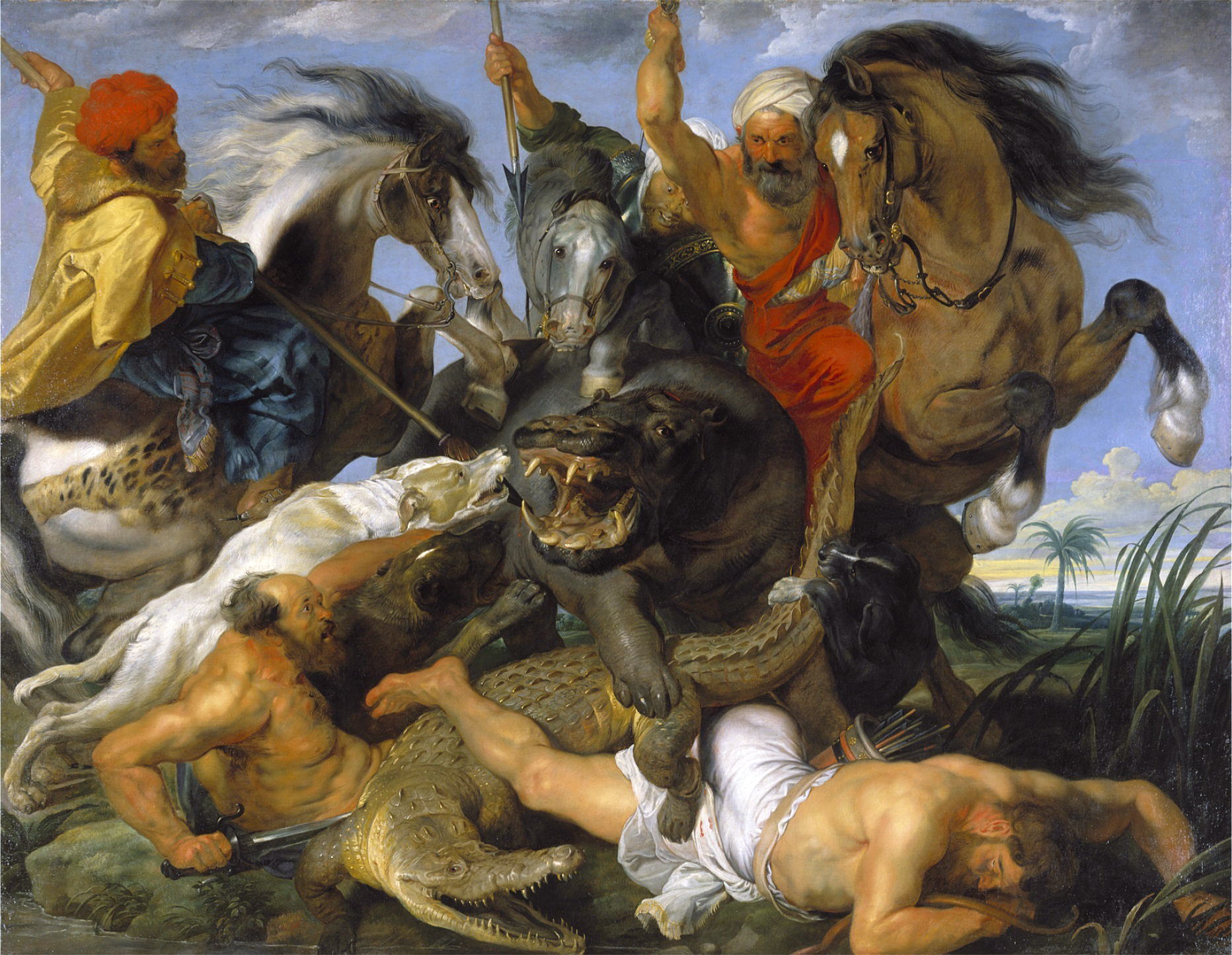
Полювання на гіппопотама
Викрадення дочок Левкіпа.

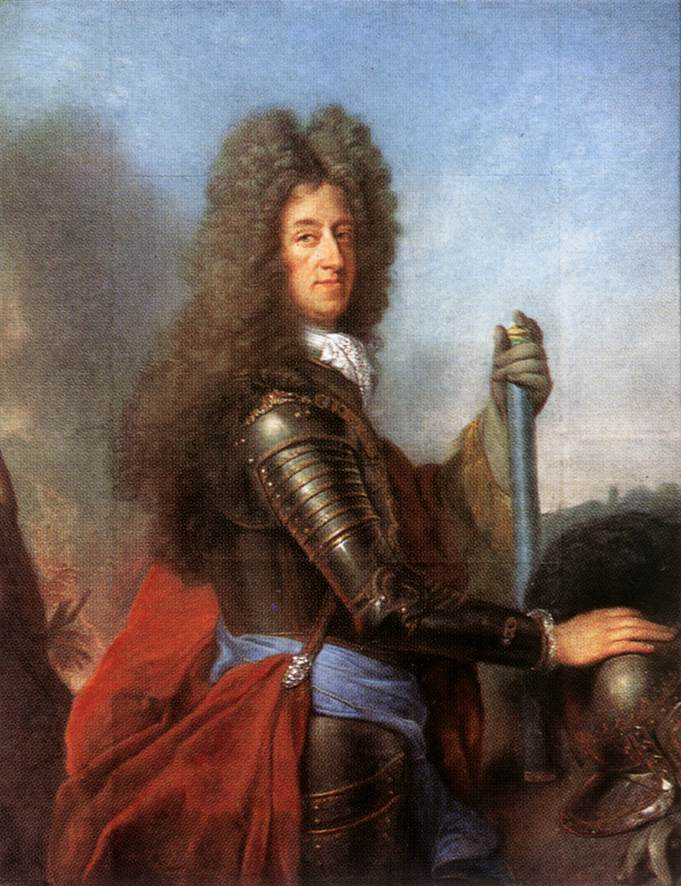
Жозеф Вів'єн, курфюрст Макс ІІ Еммануїл

Ще у 1698 р. Макс II Еммануїл, під час перебування в Південних Нідерландах, придбав колекцію Гісберта ван Койлена. Вона мала декілька полотен самого Рубенса та представників фламандського бароко. Ще з XVII століття збірка у своєму складі мала шедевр пізньої творчої пори Тіціана — «Коронування Христа терновим вінцем».
1777 року збірка була доповнена картинною галереєю з міста Мангейм, з 1806 р. сюди перейшли картини з міста Дюсельдорф.
Особливою була і мистецька збірка братів Буассере. Вони жили в місті Кельн. Сюльпіс Буассере збирав старонідерландський живопис. На хвилі зацікавленості в німецьких старожитностях він збирав також твори старонімецьких майстрів, чим рятував їх для історії Європи взагалі. Збірка картин Буассере в XIX ст. також увійшла складовою частиною в Стару Пінакотеку, що зробило зібрання індивідуальним і національно забарвленим. Адже середньовічний (пізньоготичний) живопис Німеччини взагалі мало відомий в Західній Європі. Стара Пінакотека має твори майже всіх уславлених німецьких майстрів, серед яких:
- Штефан Лохнер
- Ганс Бальдунг
- Альбрехт Альтдорфер
- Мартин Шонгауер
- Матіас Грюневальд
- Лукас Кранах Старший
- Альбрехт Дюрер
- Ганс фон Кульмбах.

## Особливості експонування

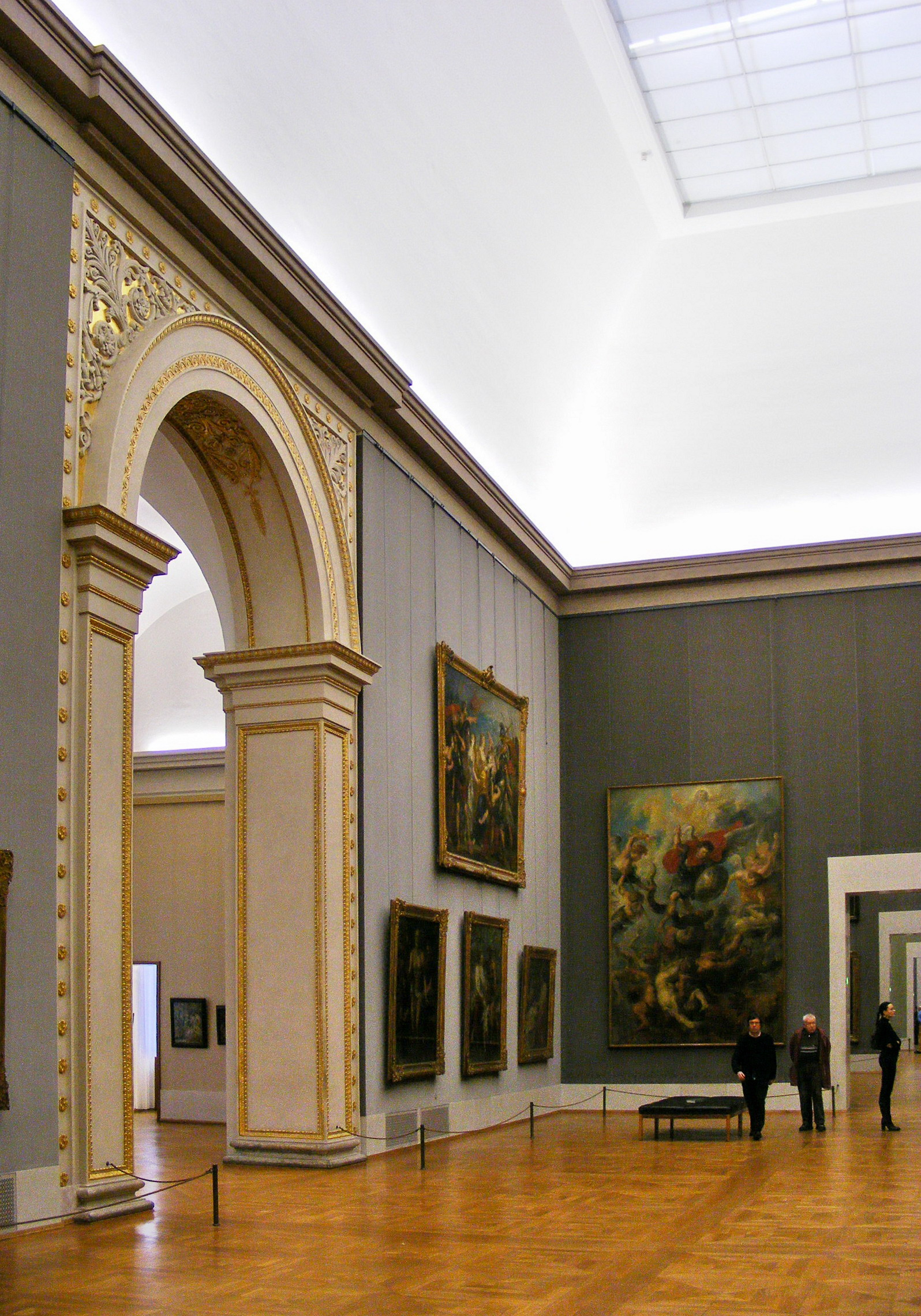
Зала № 9.

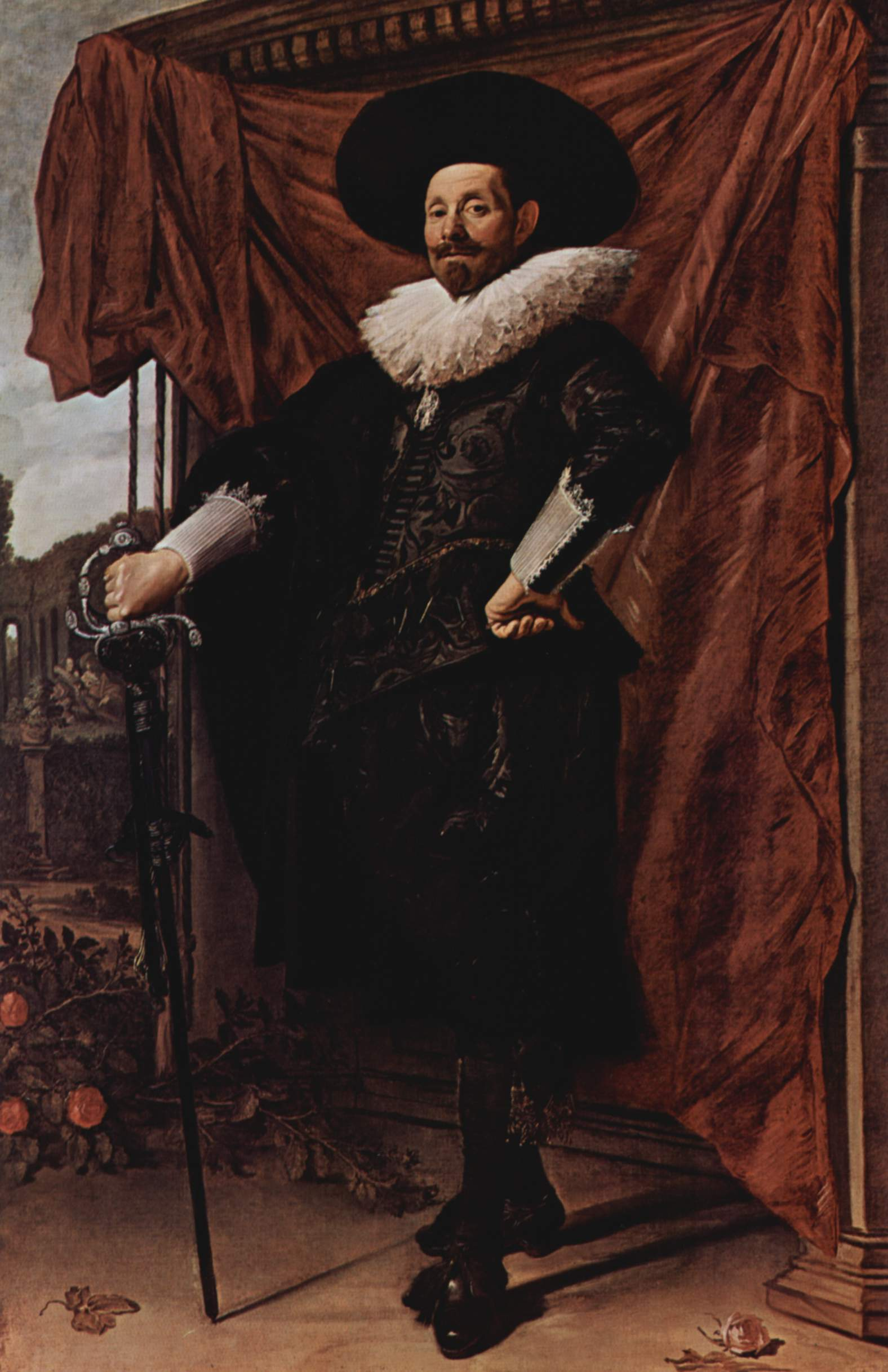
Франс Галс, портрет Віллєма Хейтхейзена

Постійна експозиція розгорнута у 49 кабінетах та 19 залах музею. Особливості експонування полягають в демонстрації тільки живопису. В кабінетах і залах відсутні твори декоративно-ужиткового мистецтва, що додають експозиції автентичності доби, її стилістики. Адже живопис не в кожну епоху мав провідні позиції в мистецтві тої чи іншої держави, взагалі є відображенням елітного шару мистецтва, шанованого, але елітного, досить недемократичного. Палацовий характер має і Стара Пінакотека. Але без показу порцеляни, золочених меблів, скульптури, що мала в мистецтві Німеччини важливе значення, більше, наприклад, ніж живопис в добу пізньої готики. Стара Пінакотека показує лише живопис.
Територіальна близькість до Нідерландів (і художня ініціатива, що йшла від нідерландських майстрів у Європу) обумовила вплив на майстрів німецьких князівств, особливо відчутний у XV столітті та у XVII, після спустошливої для Німеччини Тридцятилітньої війни. Збірка картин голландських майстрів невелика, але є Рембрандт, Якоб ван Рейсдал, Мейндерт Гоббема, Ян Стен, Герард Терборх, Адріан ван Остаде, Ян ван Гоєн. Розуміючи це, керівництво Старої Пінакотеки у XX ст. придбало капітальний твір Франса Галса — портрет Віллєма Хейтхейзена (у повний зріст) за астрономічну суму, аби якось підсилити колекцію картин голландського розділу.
Також відносно слабкий розділ живопису Франції. Добре представлені лише представники доби французького рококо, серед них: Франсуа Буше, Жан-Оноре Фрагонар, Шарден, Луї Токе, Жозеф Вів'єн. Ключовим твором французької колекції XVII століття є картина Ніколя Пуссена «Цар Мідас перед богом Вакхом».

## Експонати

### Майстри Нідерландів

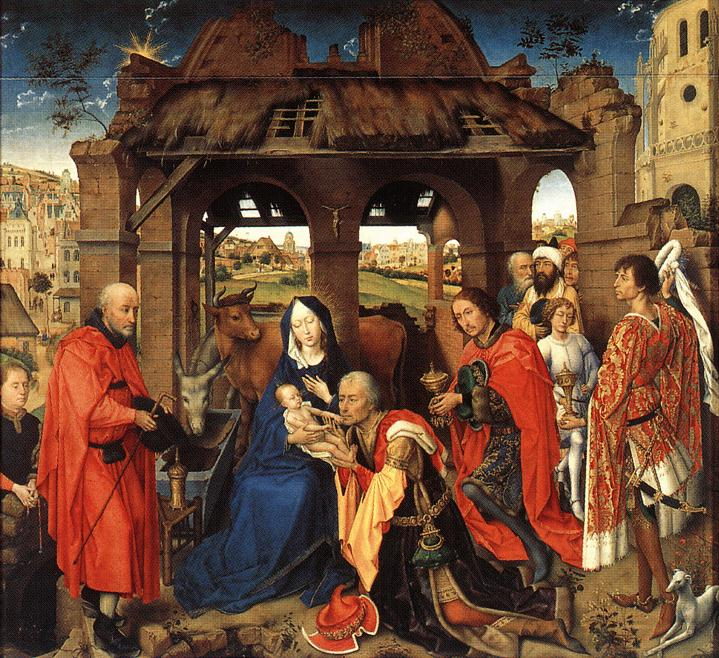
Рогір ван дер Вейден. «Поклоніння волхвів»
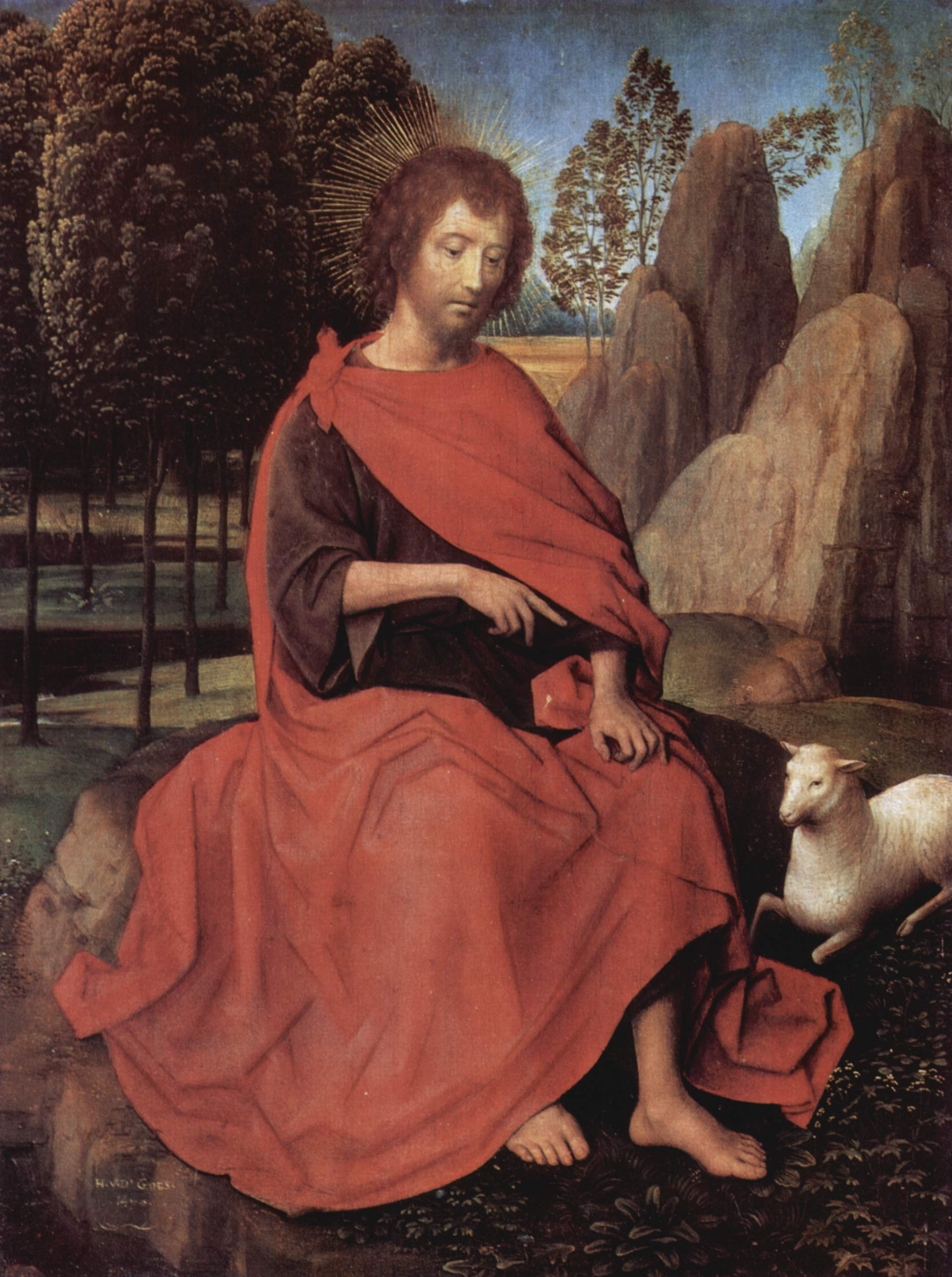
Ганс Мемлінг, «Іван Хреститель в пустелі», бл. 1470 р.
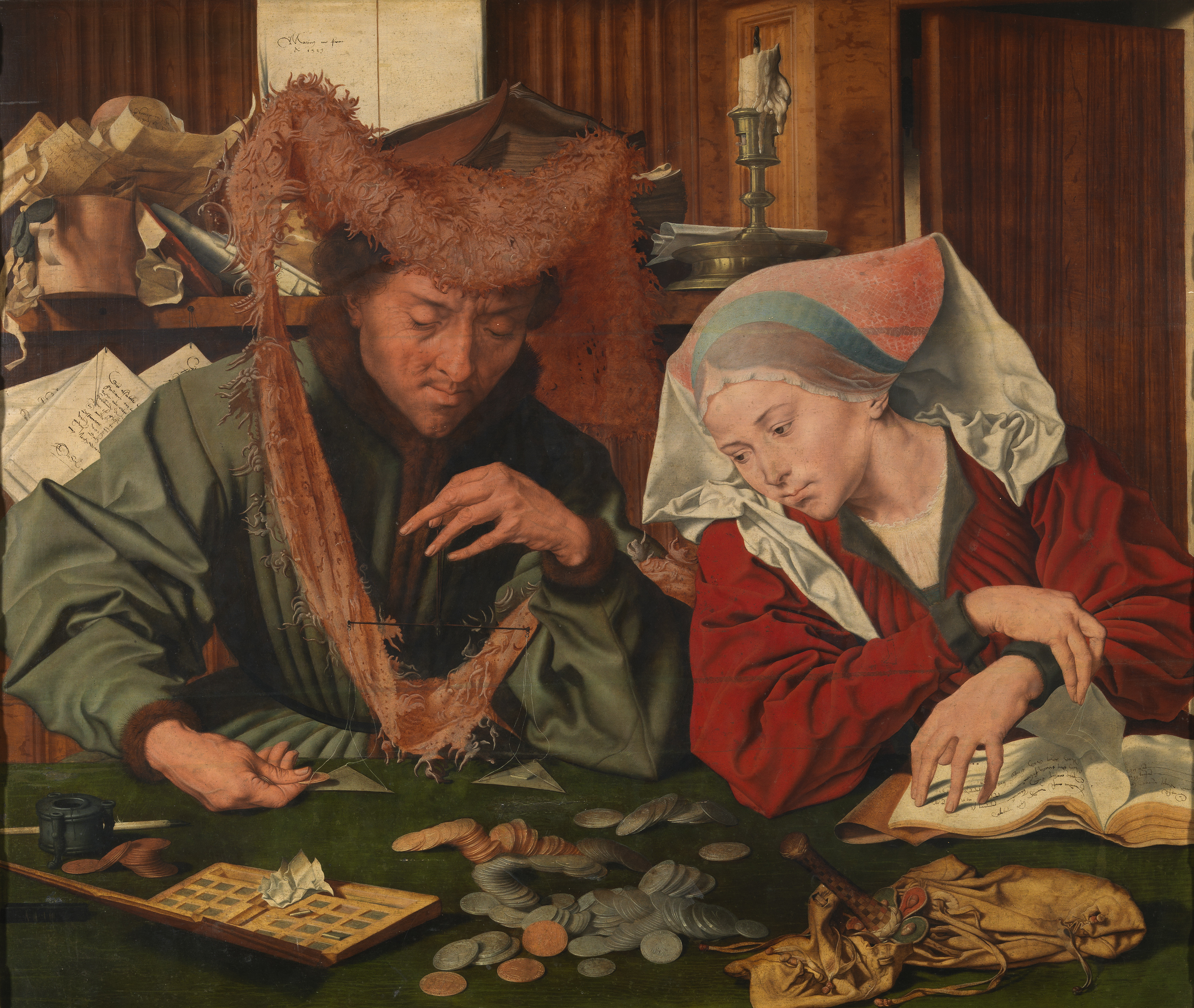
Маринус ван Реймерсвале, «Банкір з дружиною»
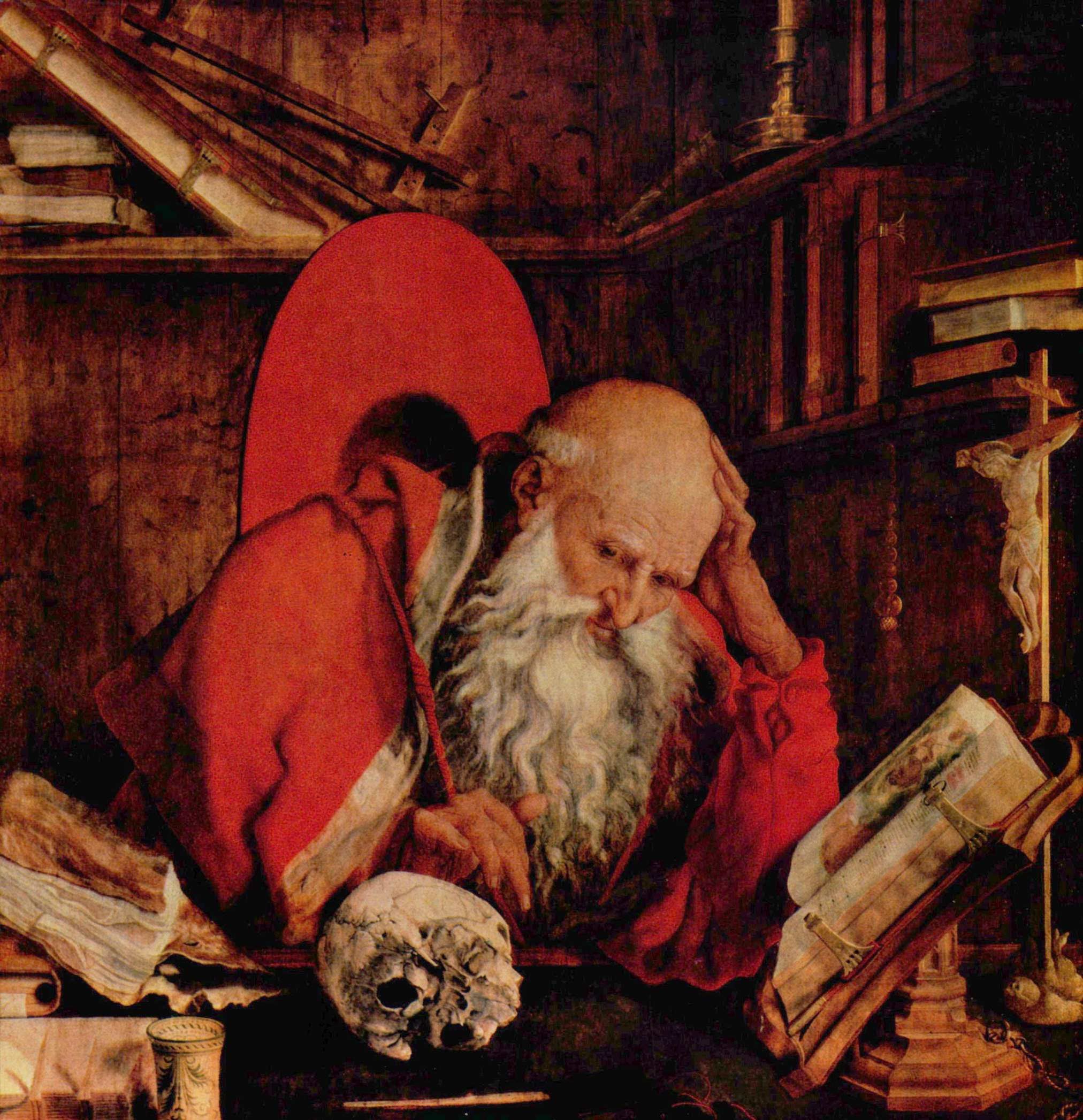
Маринус ван Реймерсвале, «Св. Єронім»
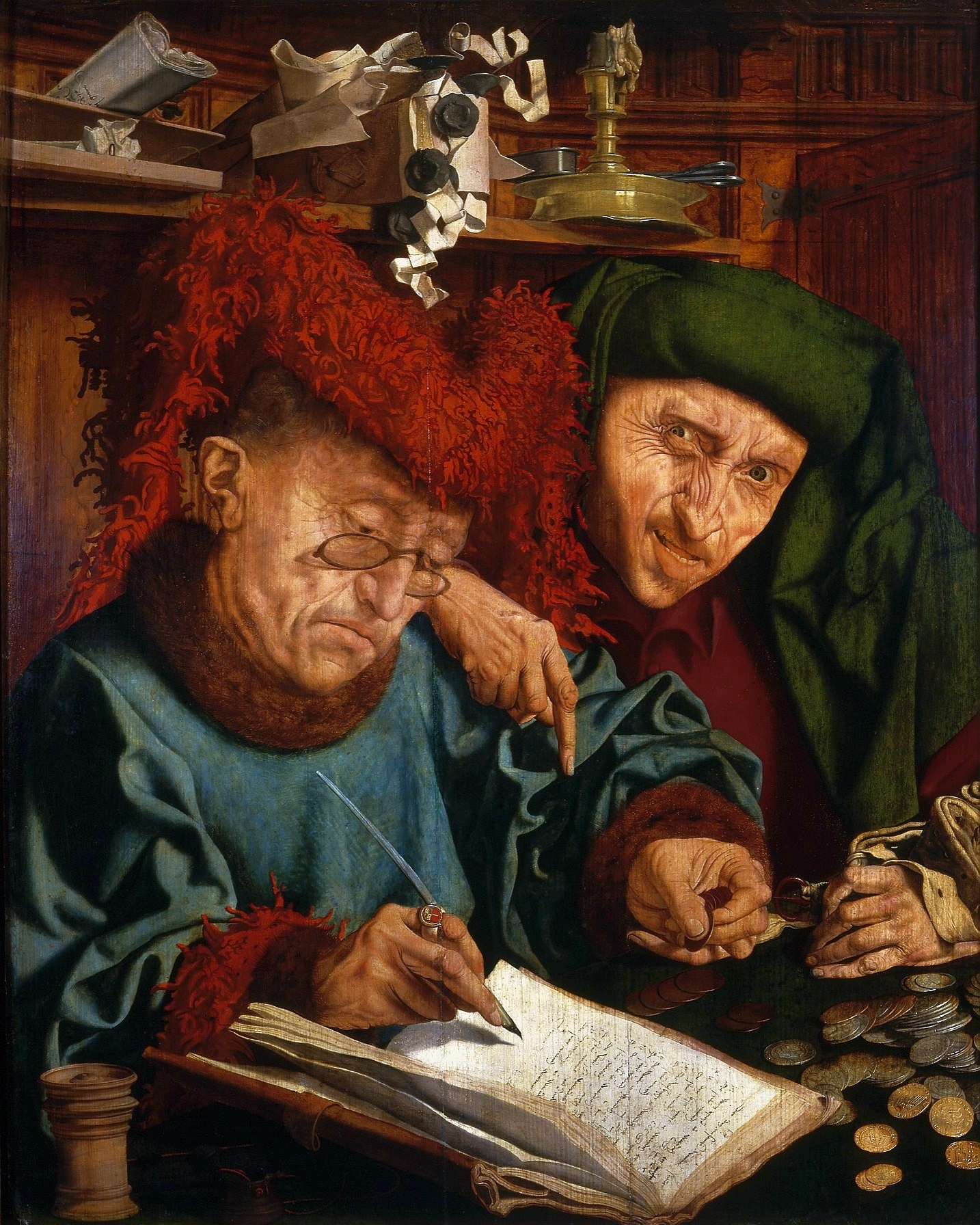
Маринус ван Реймерсвале, «Митарі»
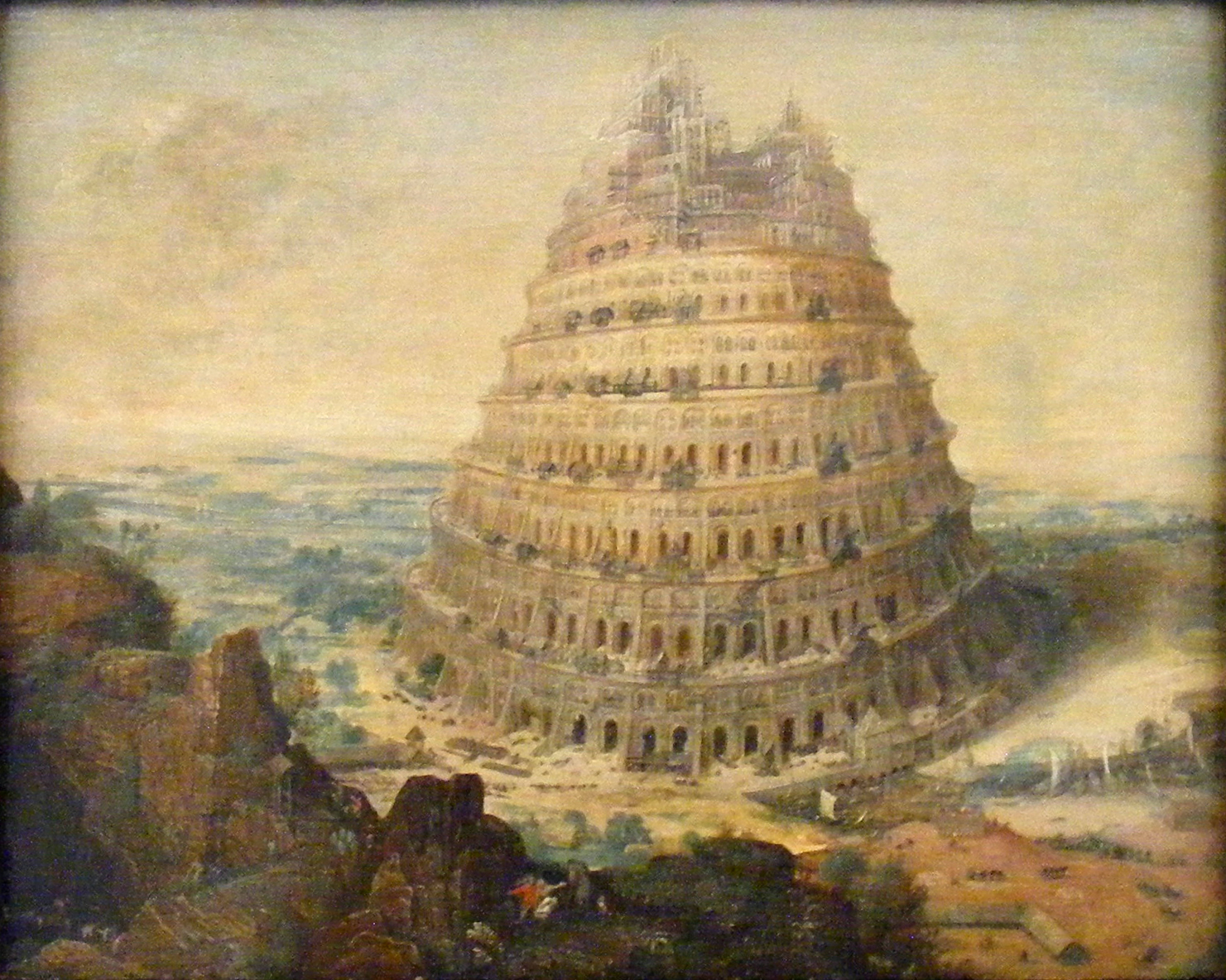
Лукас ван Фалькенборх, «Зведення Вавилонської вежі»

### Майстри Німеччини

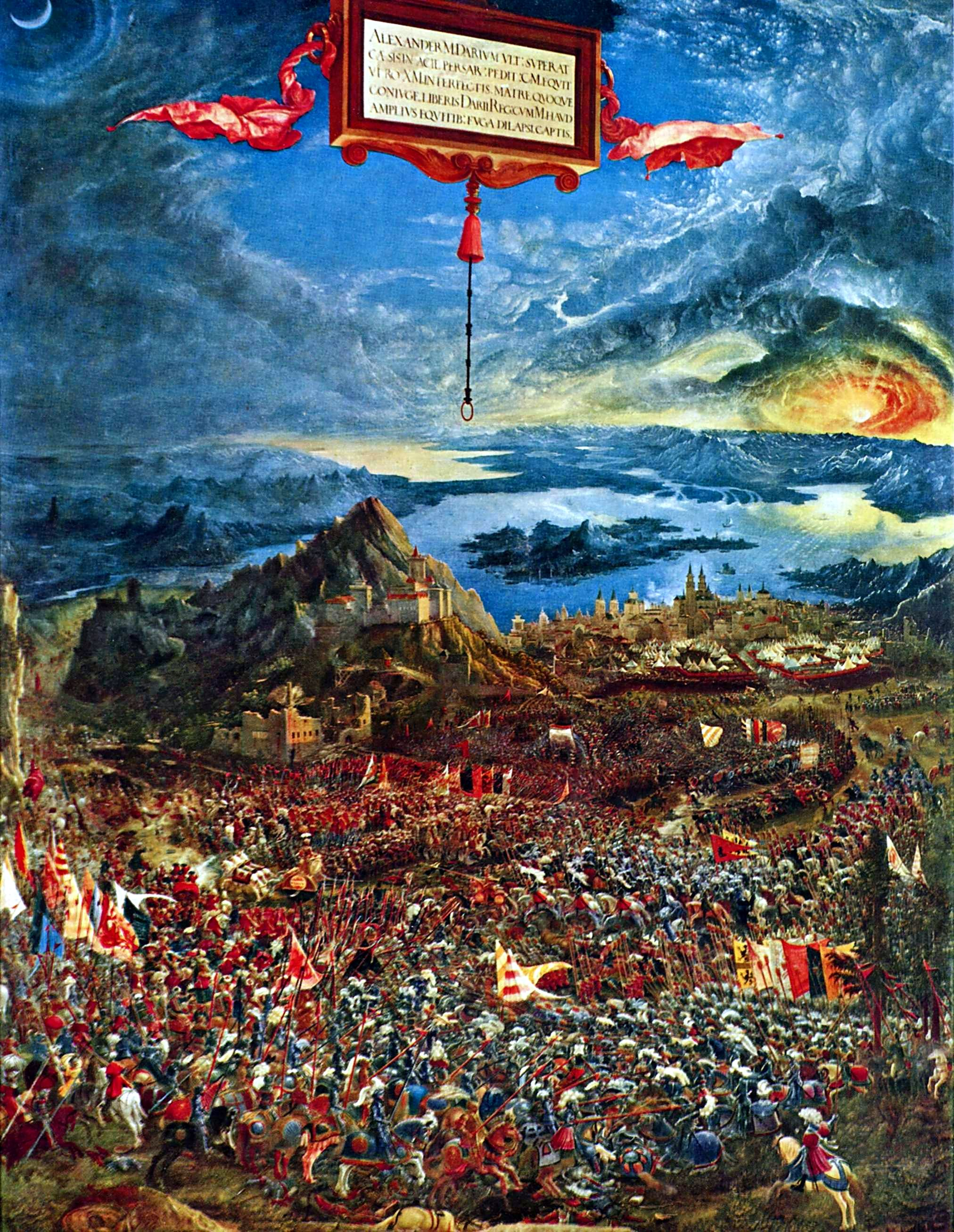
Альбрехт Альтдорфер, Баталія Олександра Македонського при Іссі.
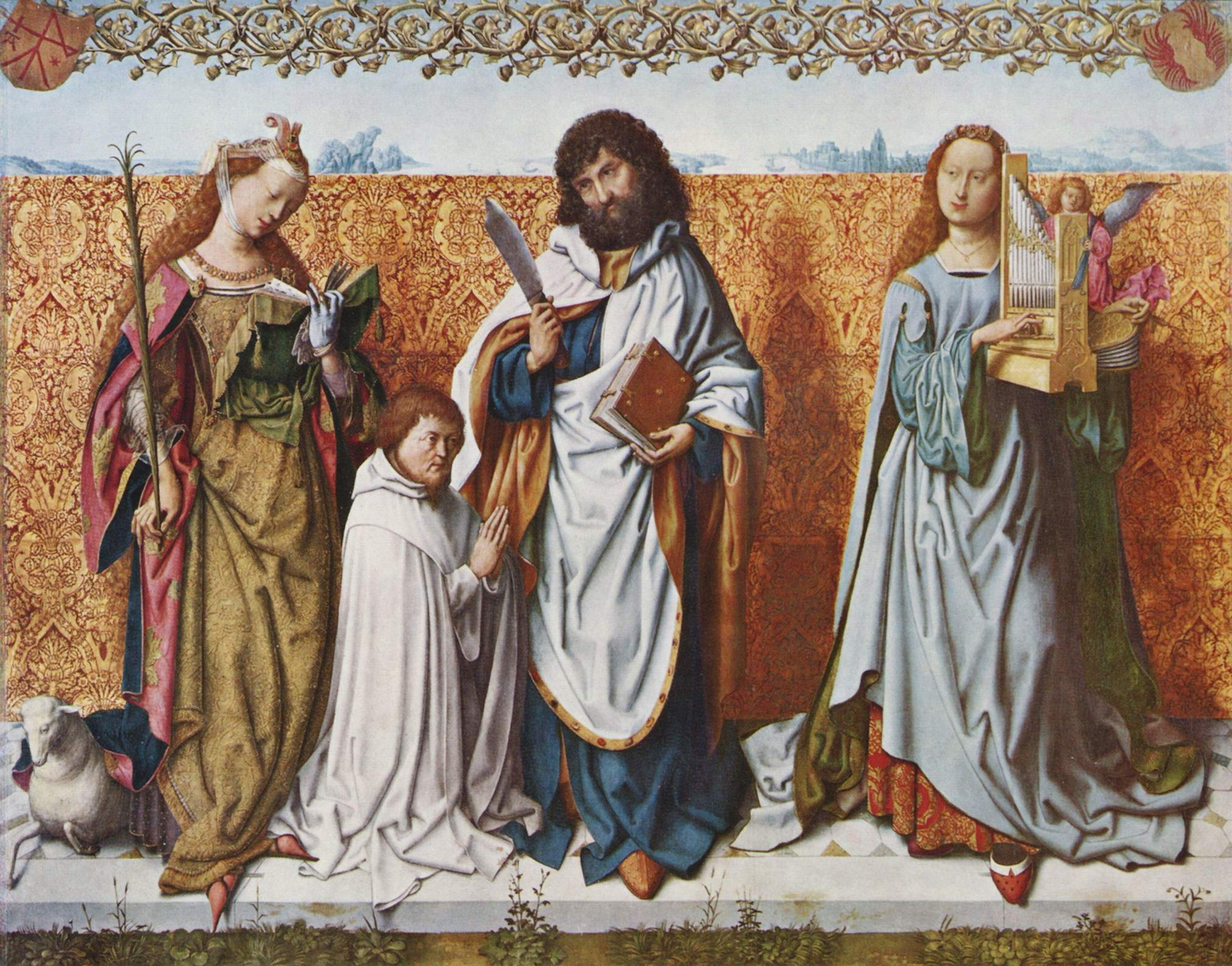
Майстер Св. Варфоломія, Святий з донатором та Св. Агнесою та Цецилією, до 1503 р.
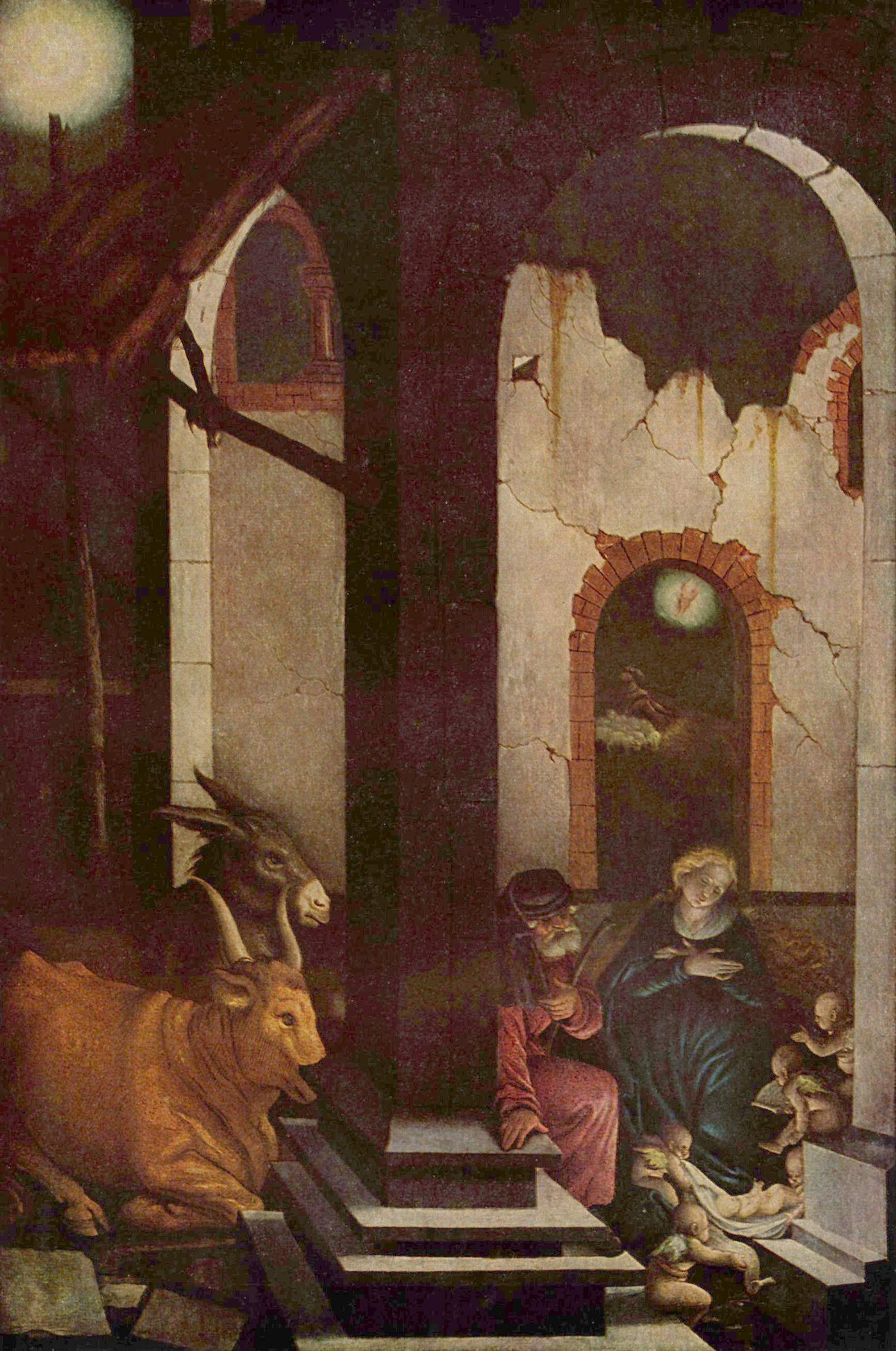
Ганс Бальдунг Грін, Різдво, 1520 р.
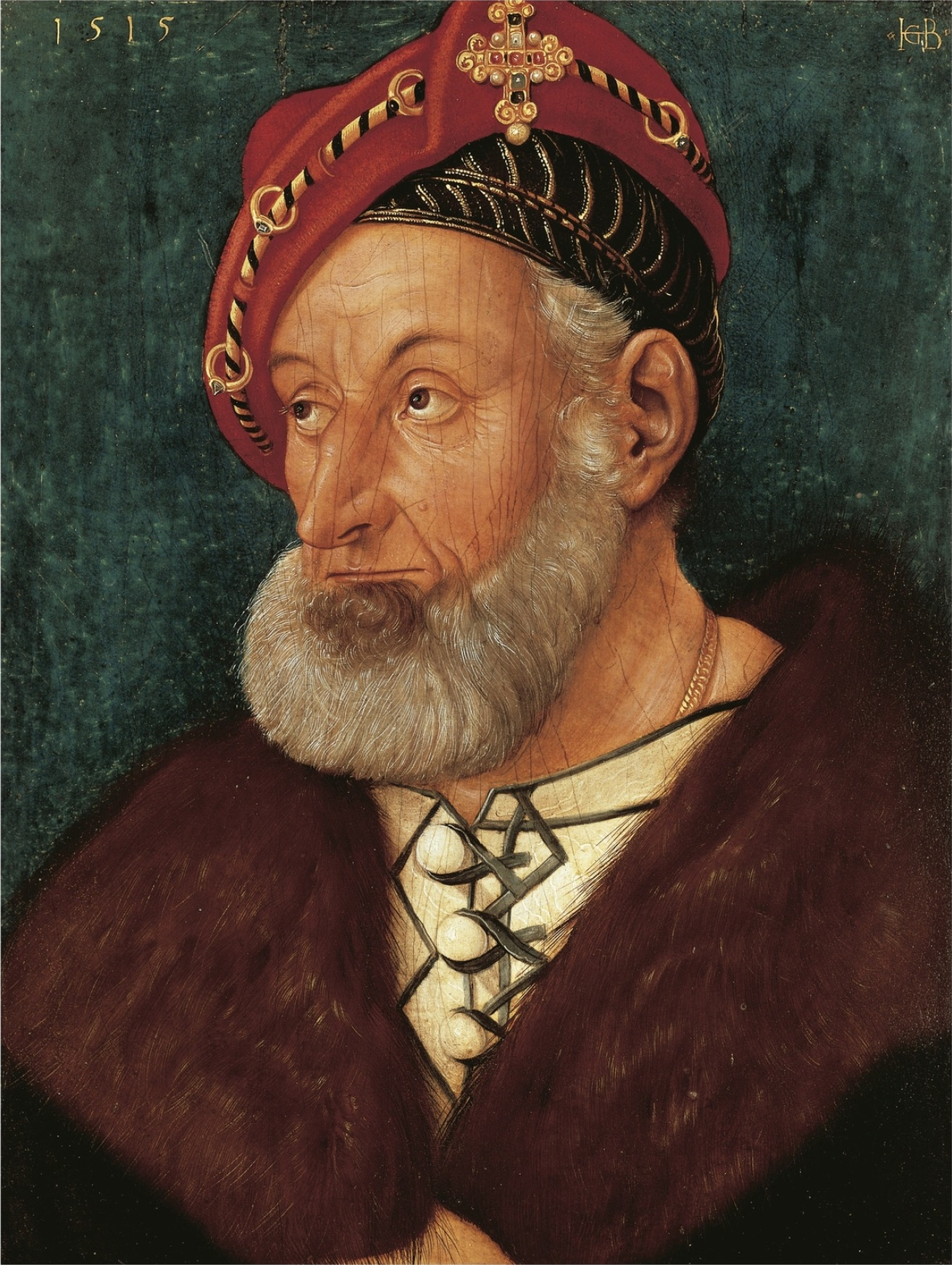
Ганс Бальдунг Грін, маркграф Крістоф І Баденський, 1515 р.
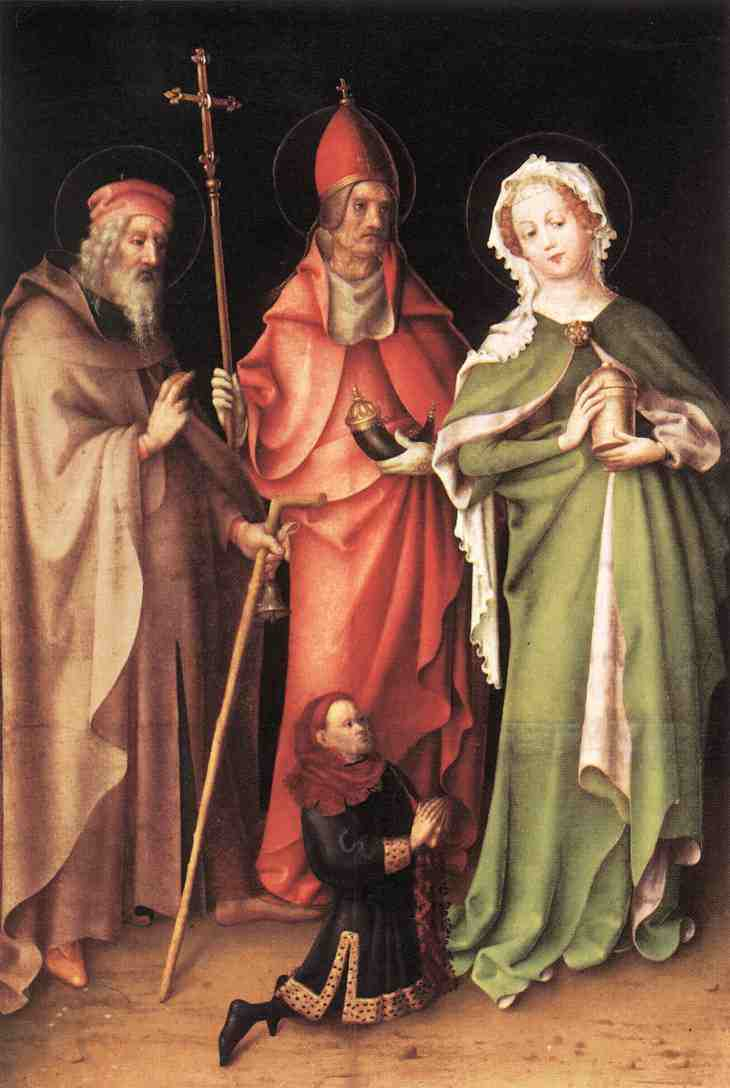
Штефан Лохнер, троє святих з донатором, бл. 1435 р.
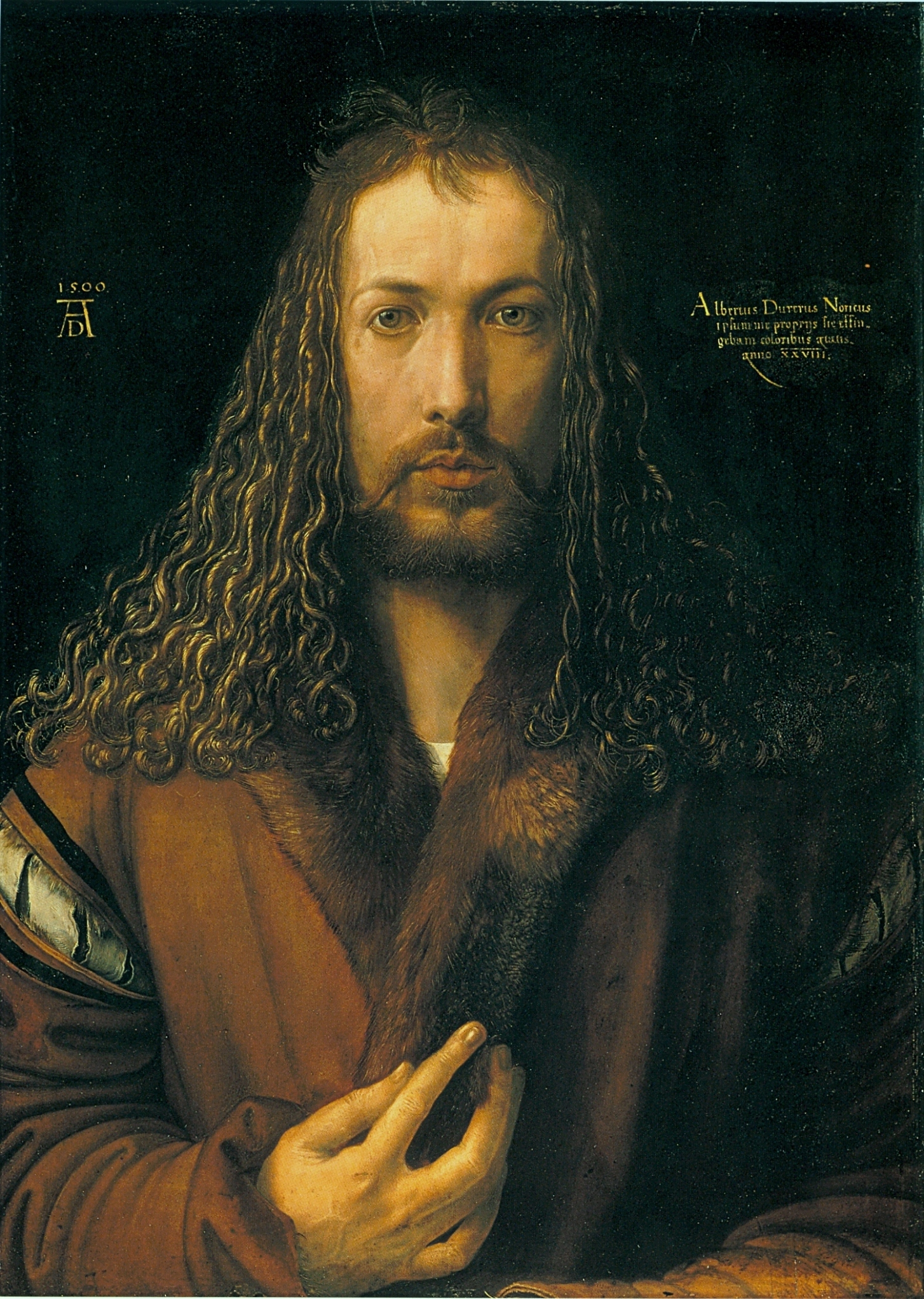
Альбрехт Дюрер, автопортрет.
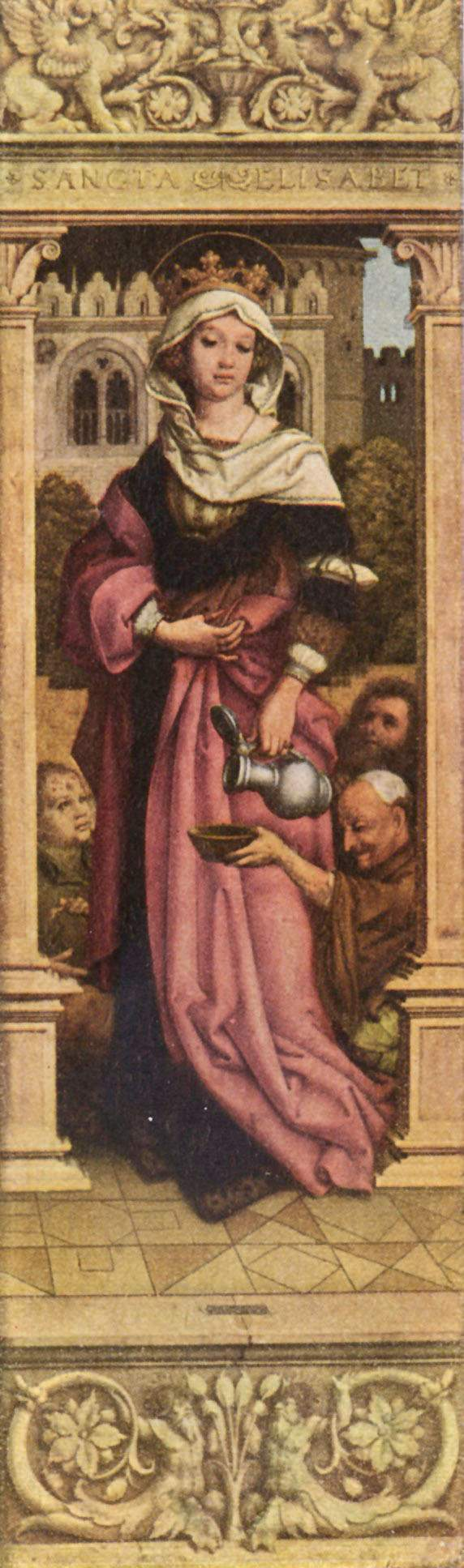
Ганс Гольбейн молодший, Св. Елізабет, до 1510 р.
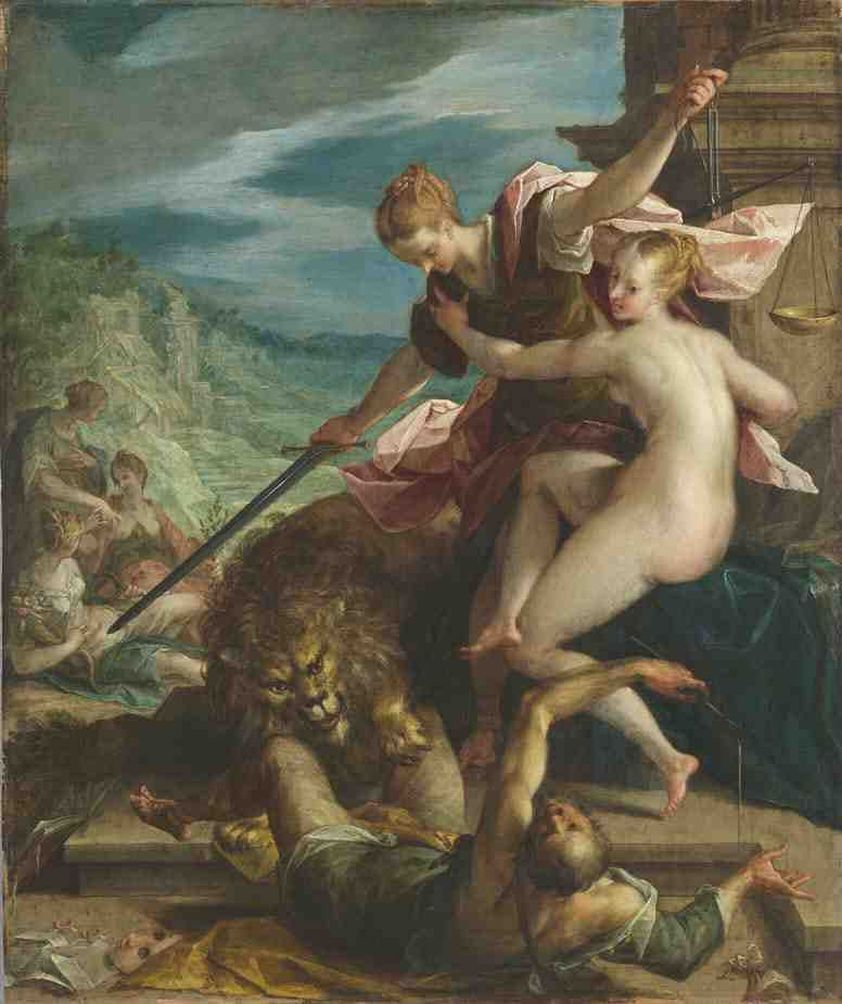
Ганс фон Аахен, Права і Юстиція перемагають (алегорія), 1598 р.

### Майстри Італії

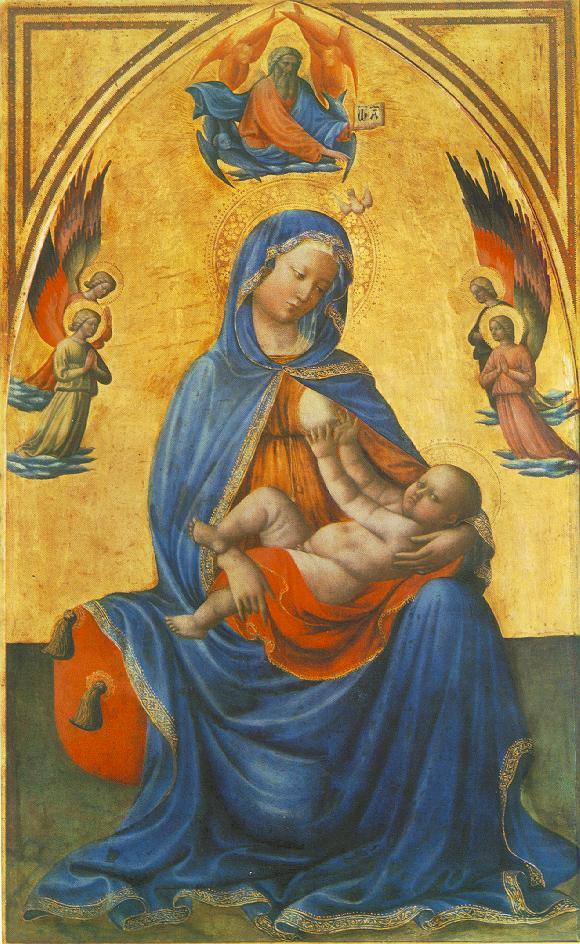
Мазоліно да Панікале, «Мадонна»
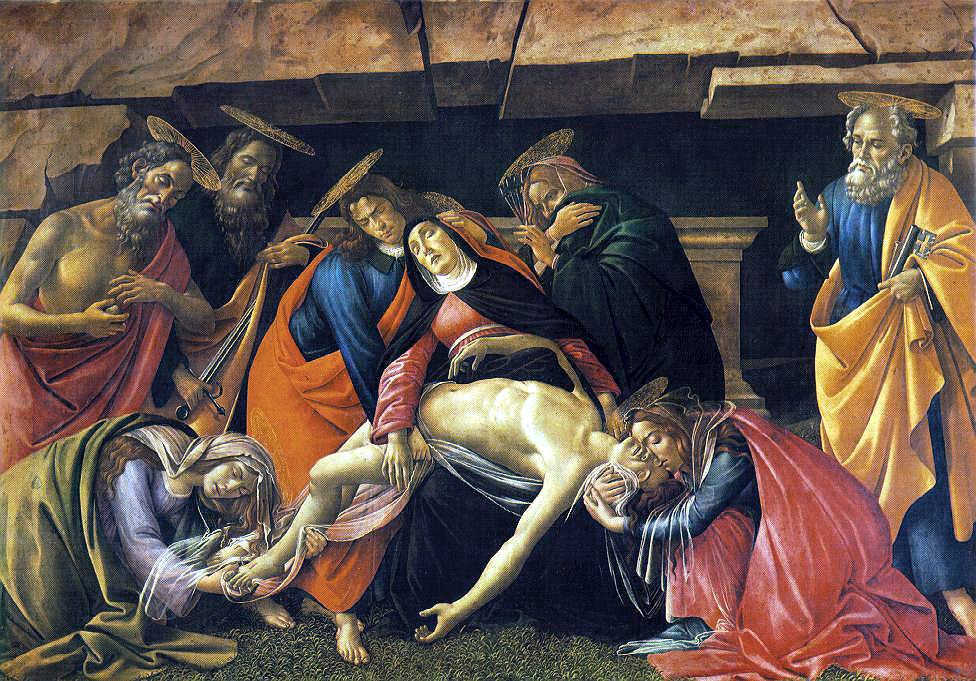
Сандро Боттічеллі, «Оплакування Христа»
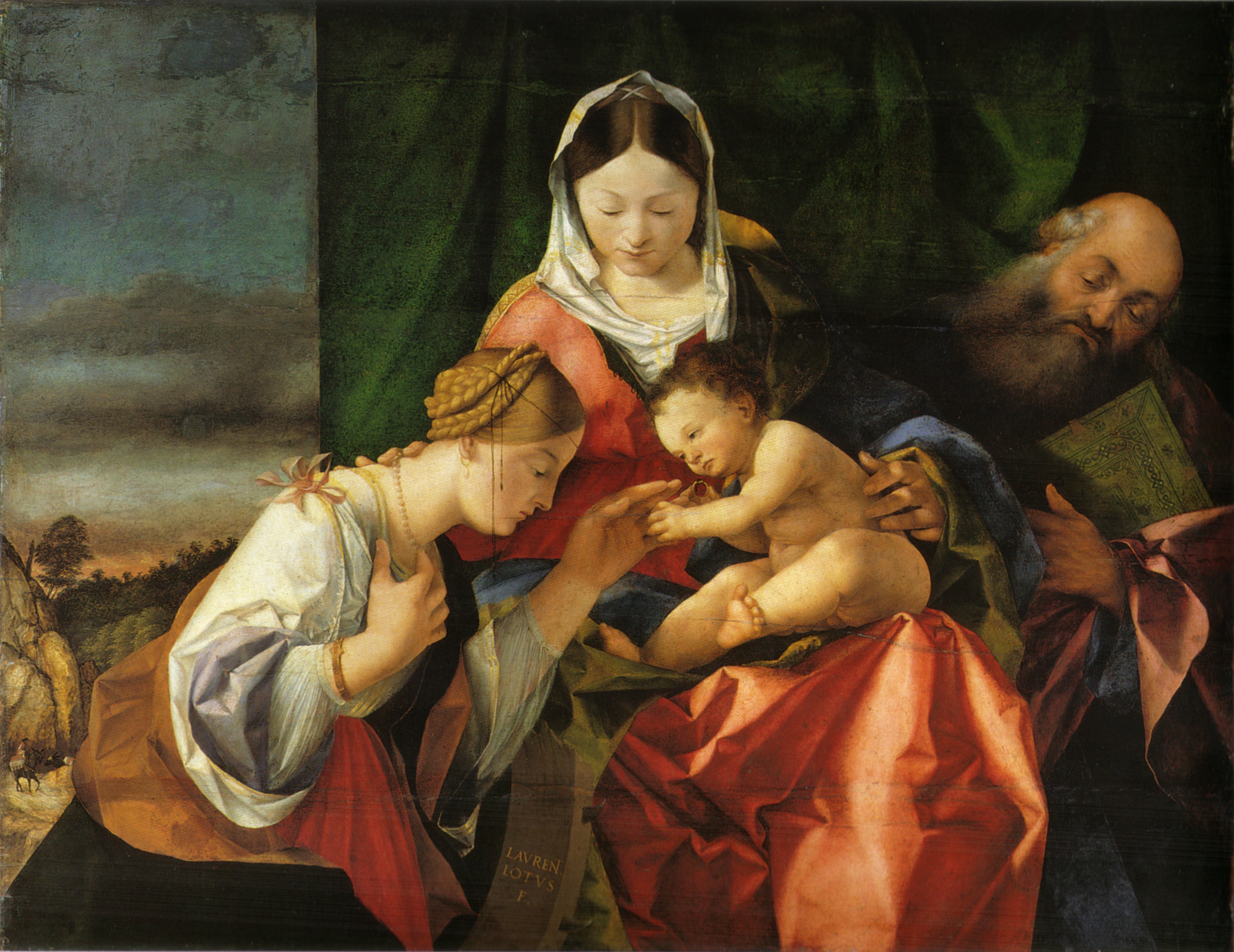
Лоренцо Лотто, «Містичні заручини Св. Катерини»
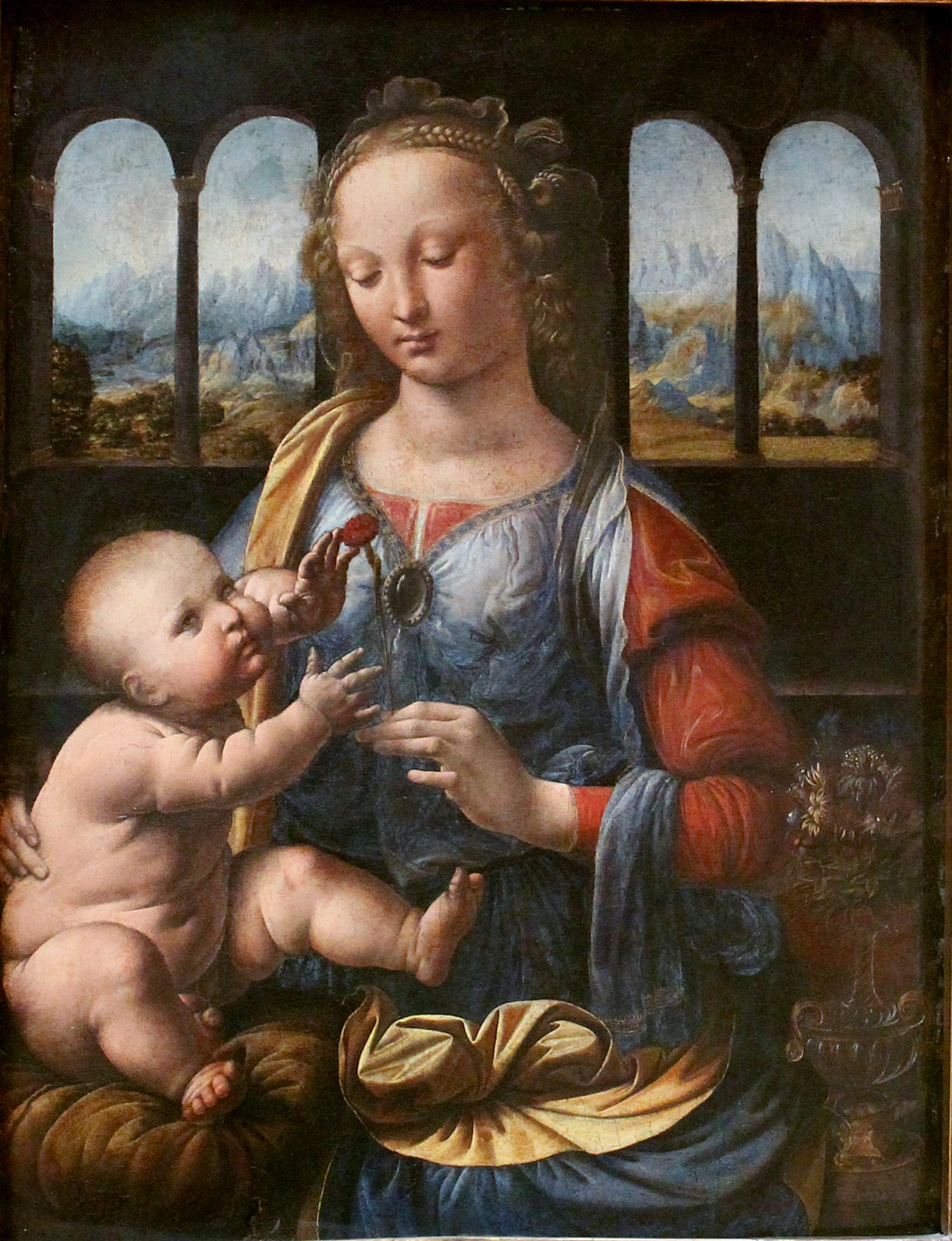
Леонардо да Вінчі. Мадонна з немовлям, ранній твір
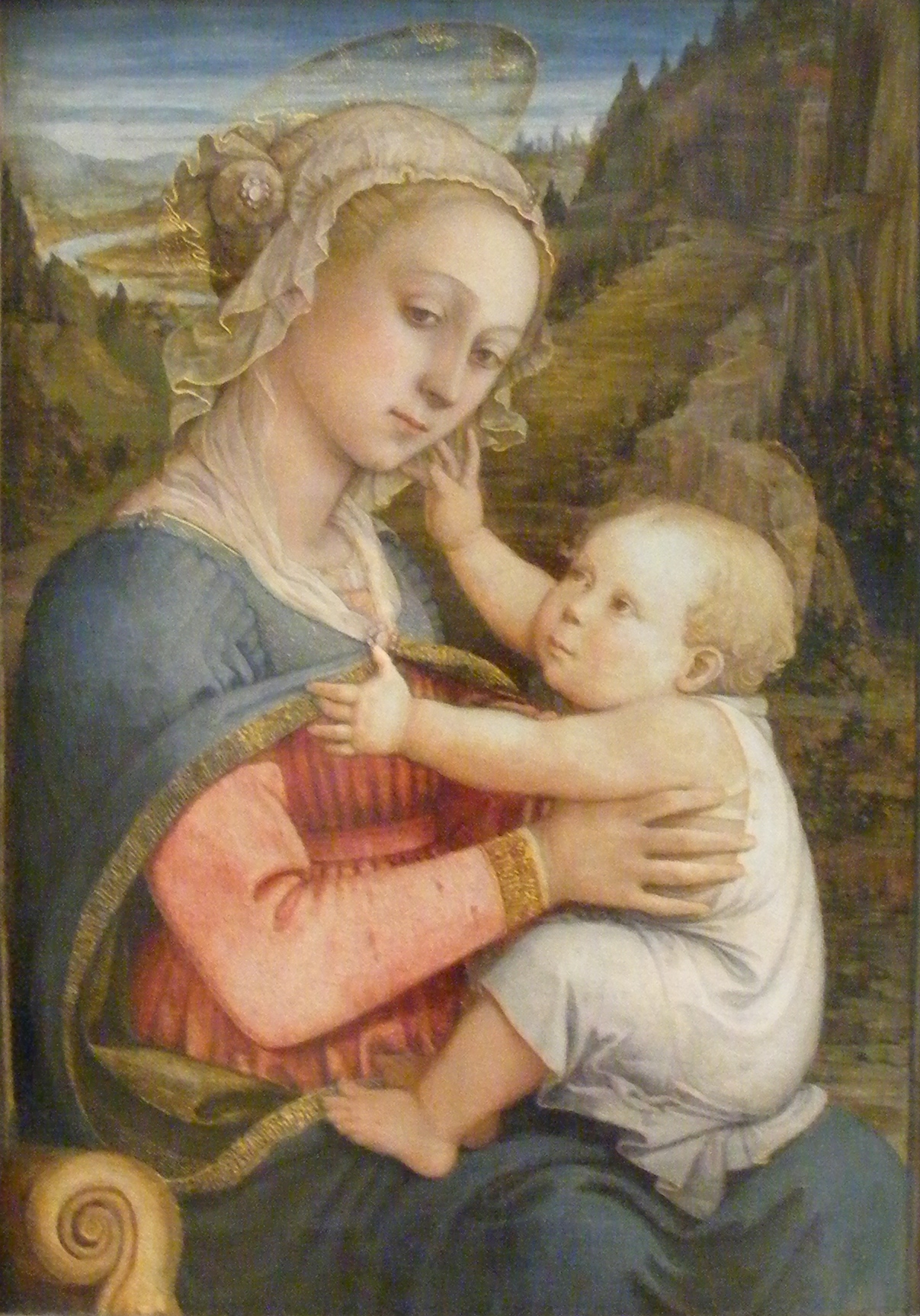
Філіппо Ліппі. Мадонна з немовля
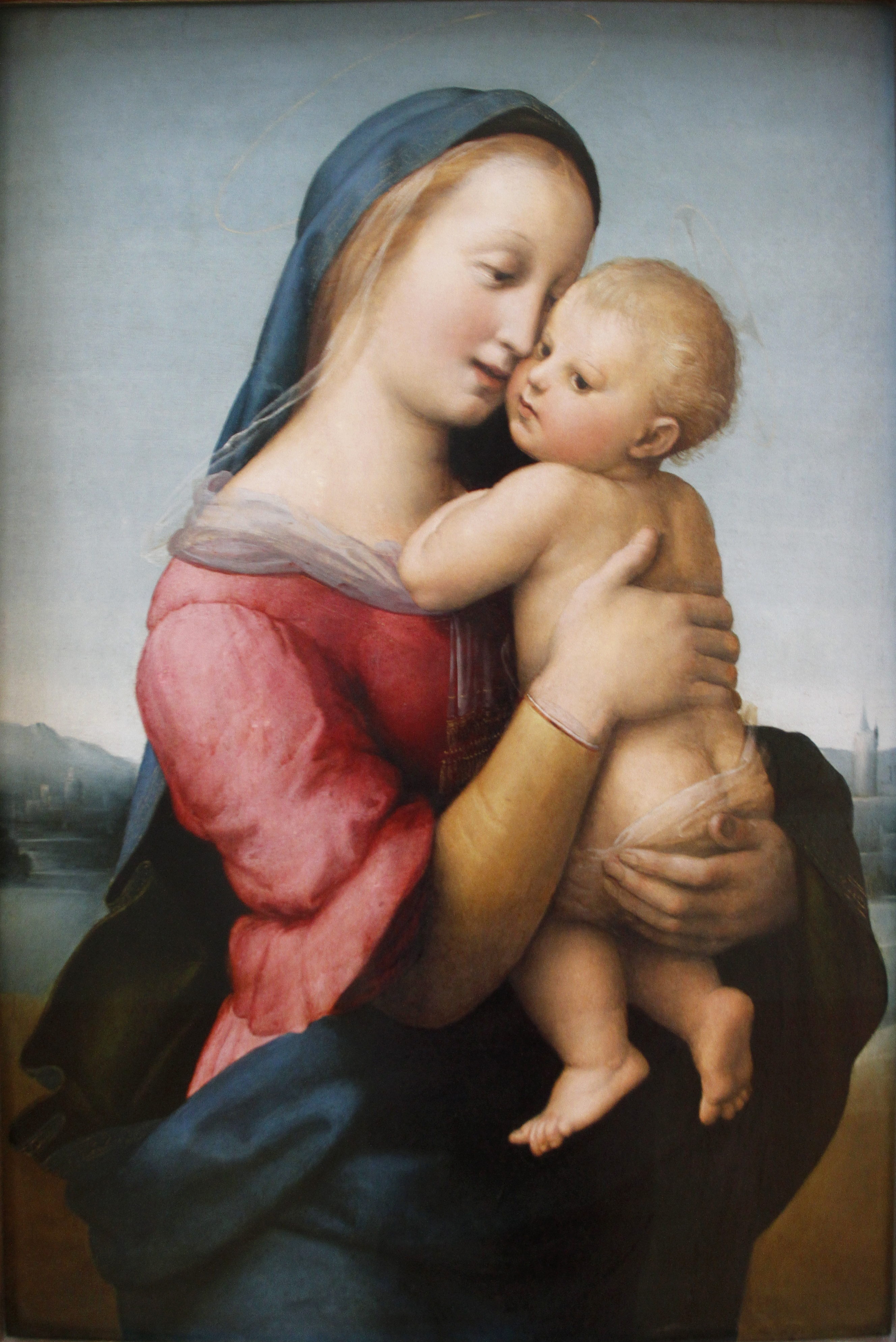
Рафаель Санті, Мадонна родини Темпі, 1508 р.
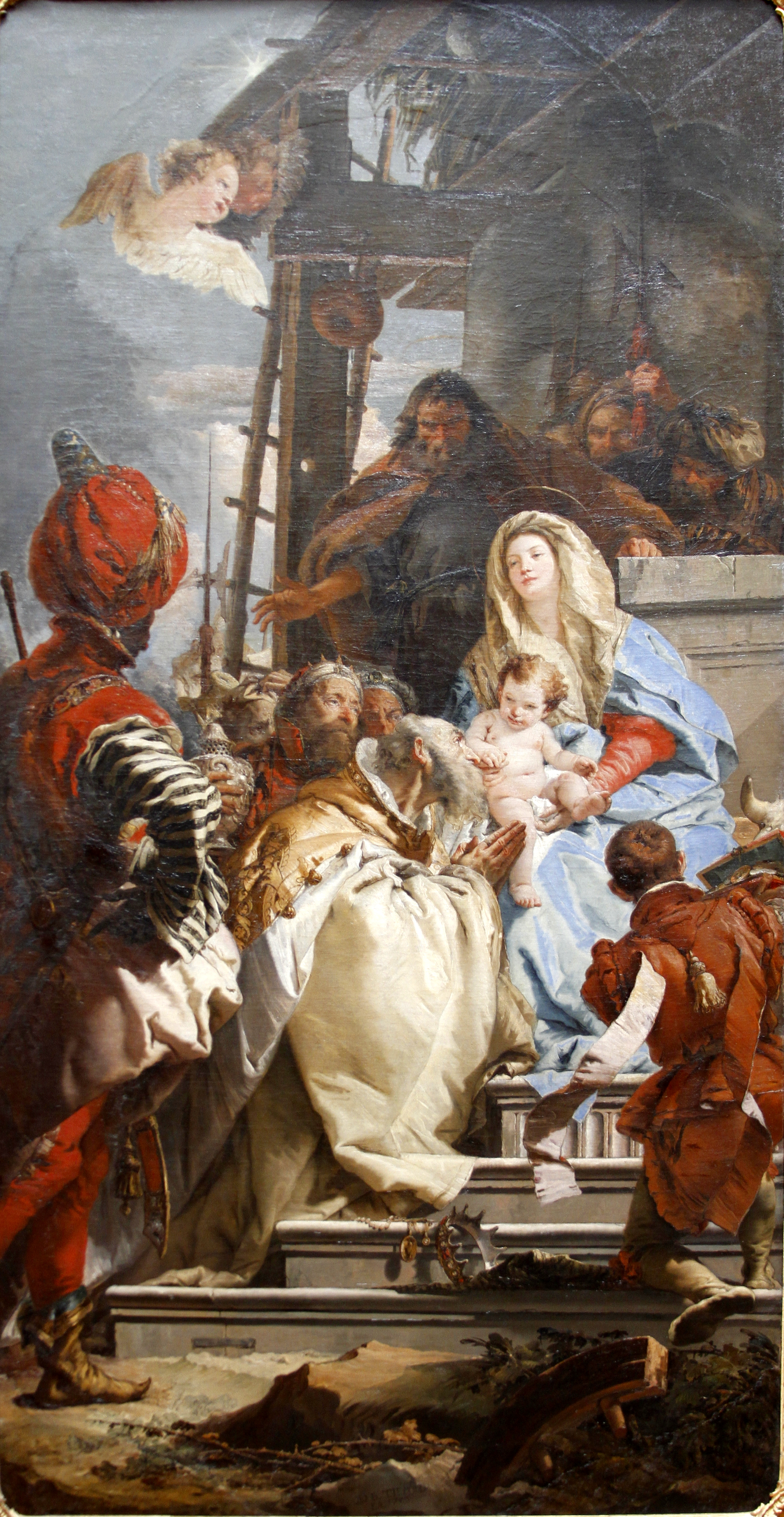
Джованні Баттіста Тьєполо, поклоніння волхвів
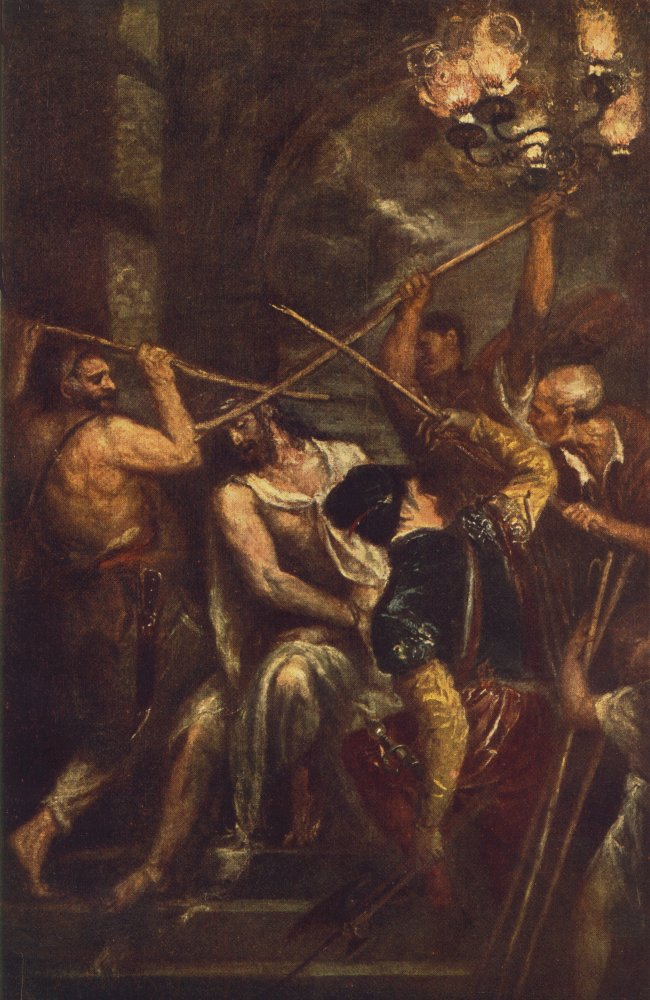
Тиціан, Коронування Христа терновим вінцем

### Іспанські майстри

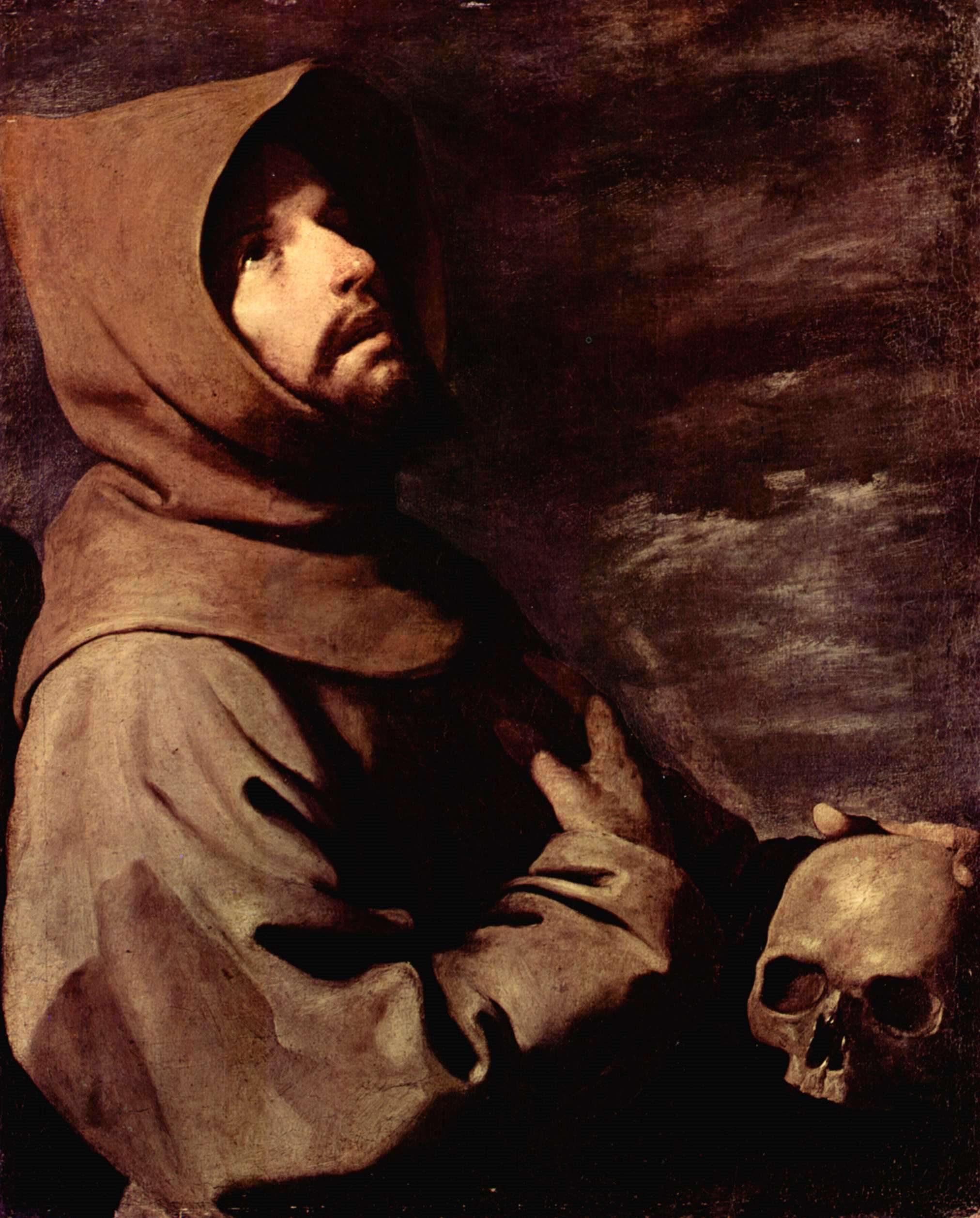
Франсіско де Сурбаран, «Св. Фанциск Асізький»
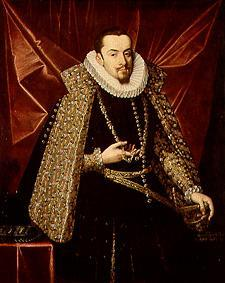
Хуан Пантоха де ла Крус, «Альбрехт Фромм».
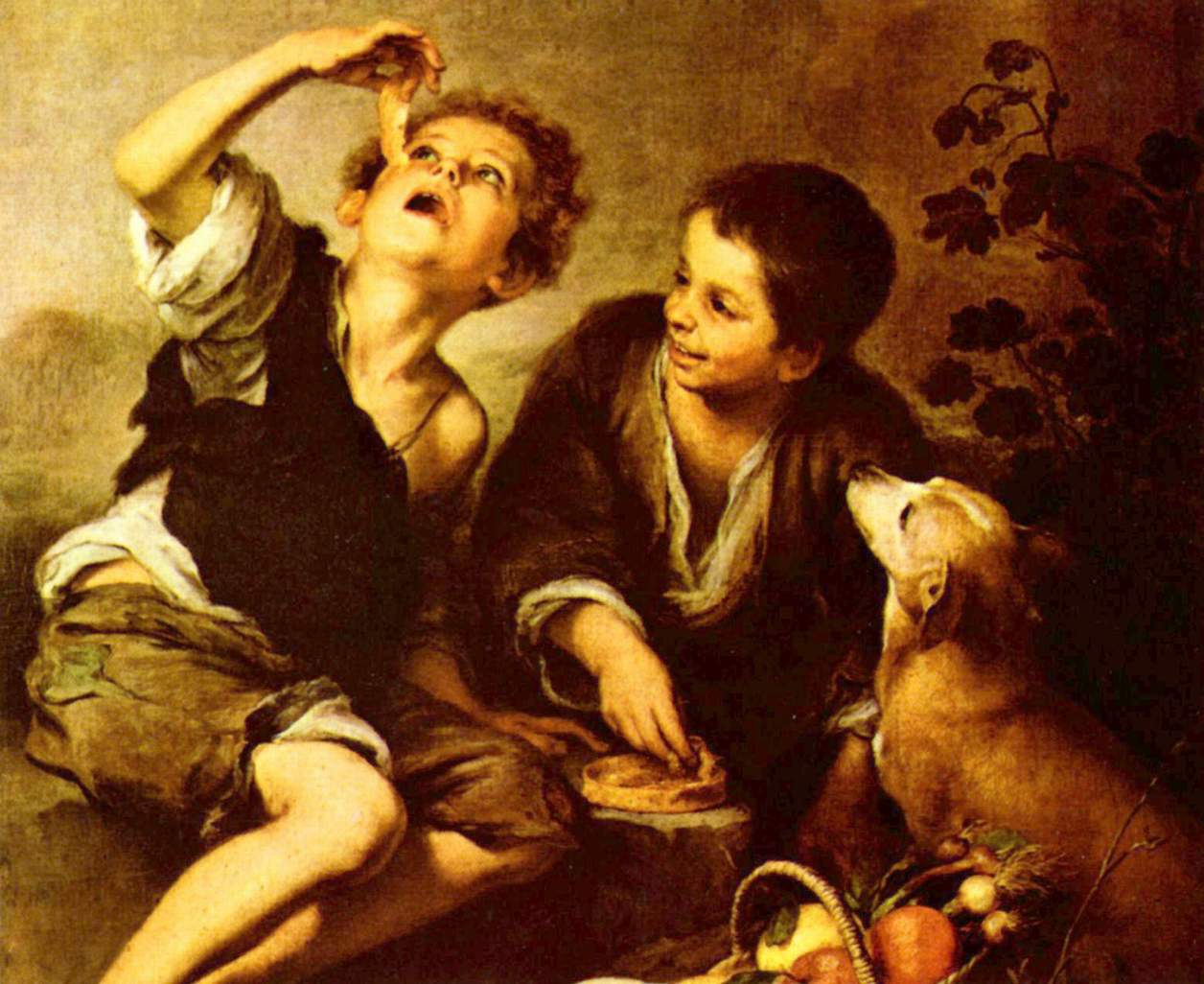
Мурільйо, «Хлопчики з пирогом»
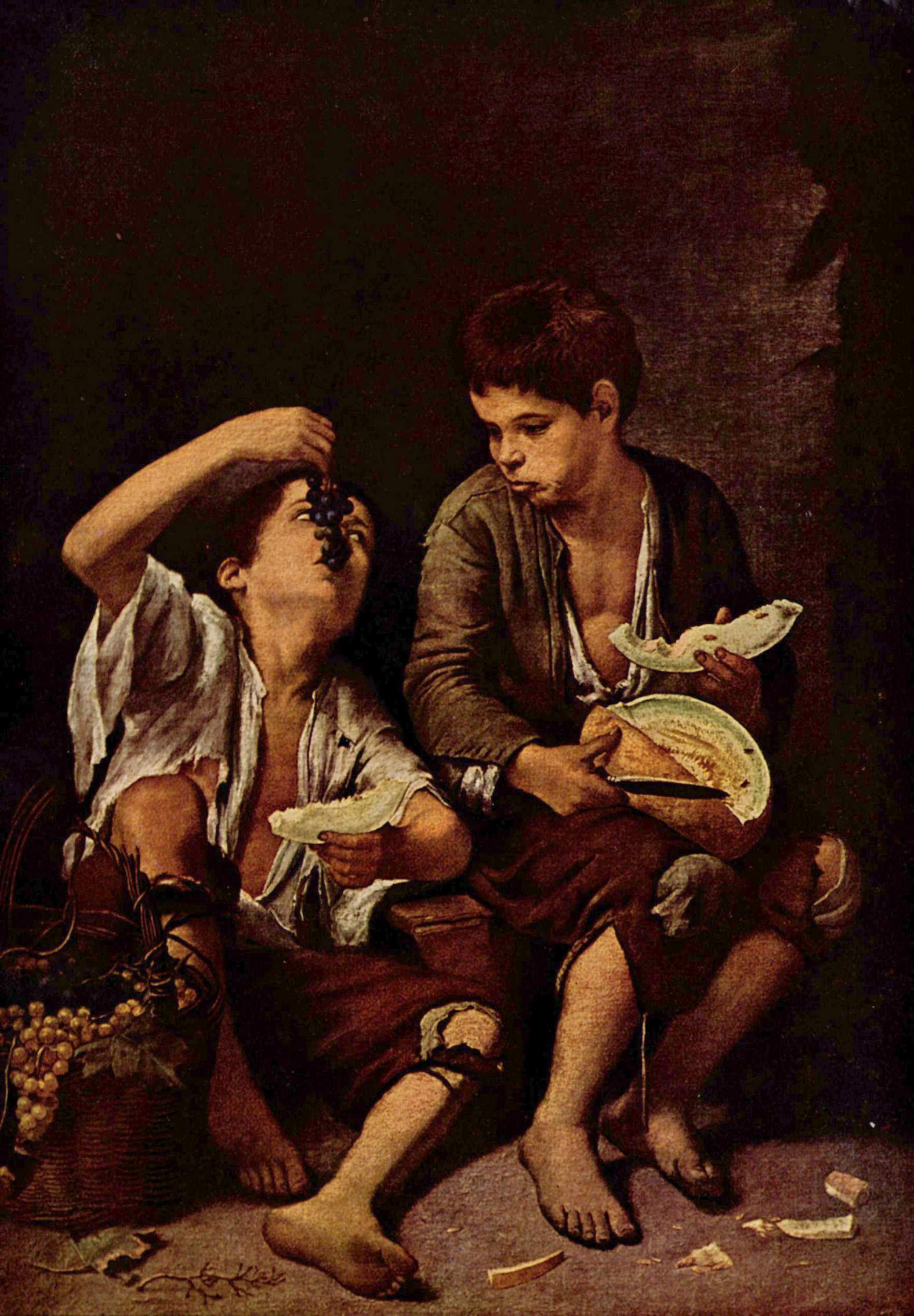
Мурільйо, «Хлопчики з динею та виноградом»

### Картини майстрів Франції

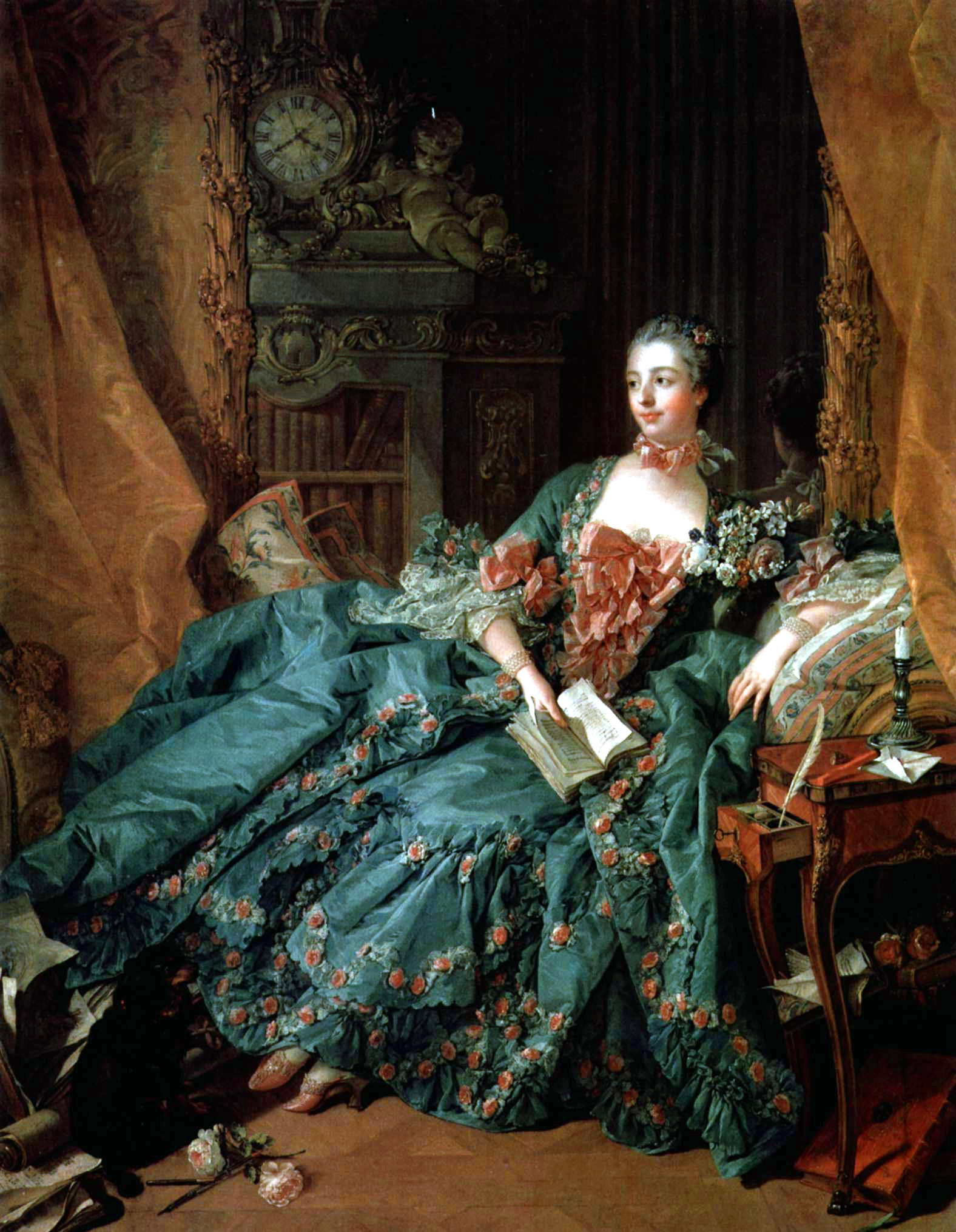
Франсуа Буше, «Мадам Помпадур», 1758 р.
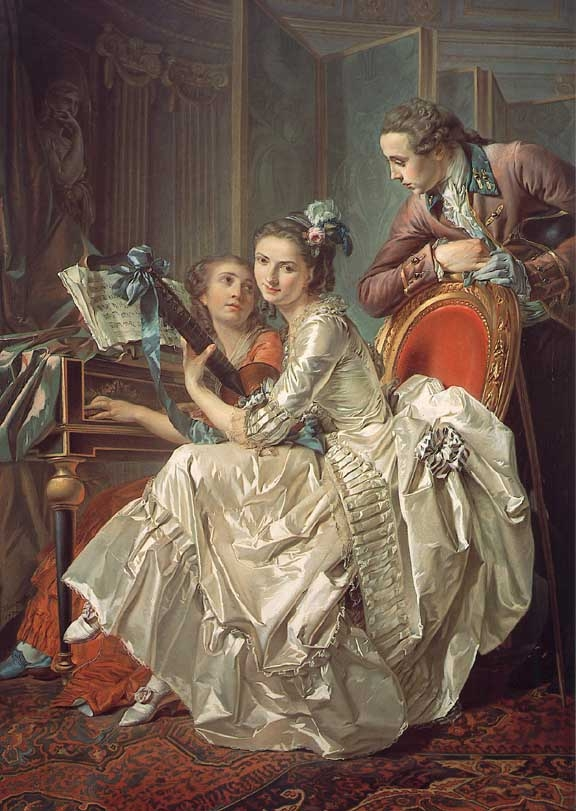
Луї Ролан Трінквес, «Дозвілля з музикою», 1774
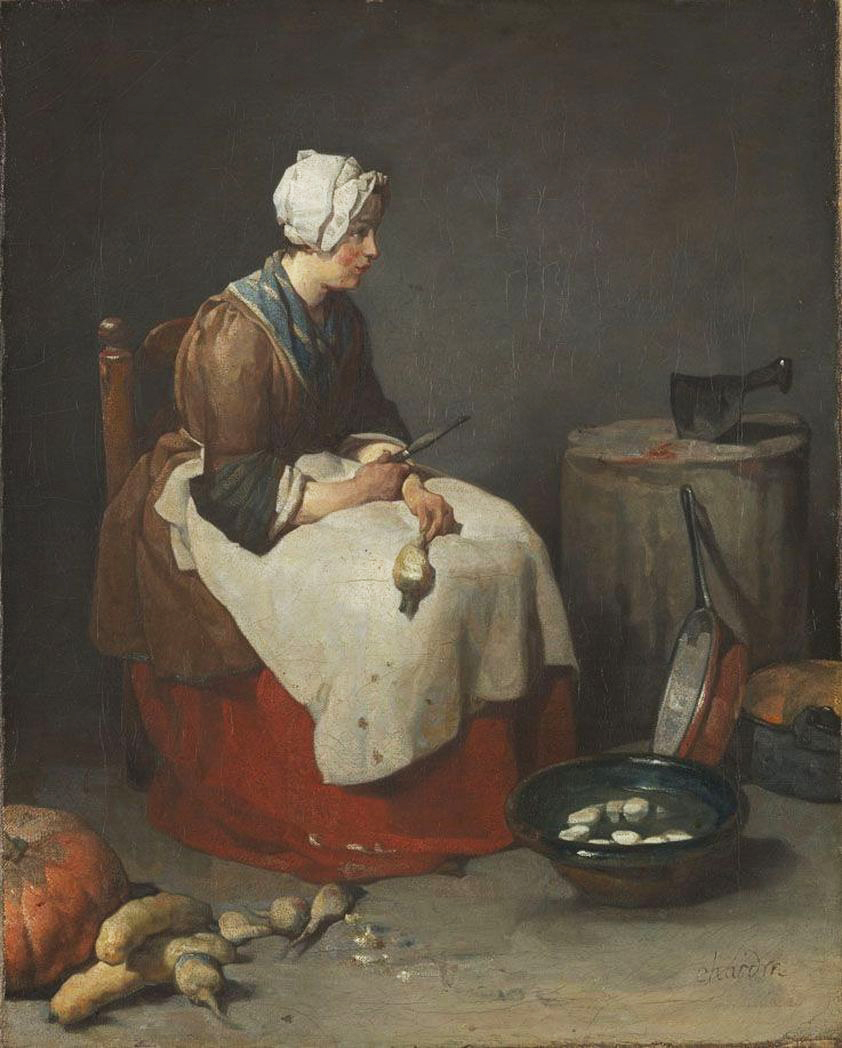
Шарден, «Очищення репи».
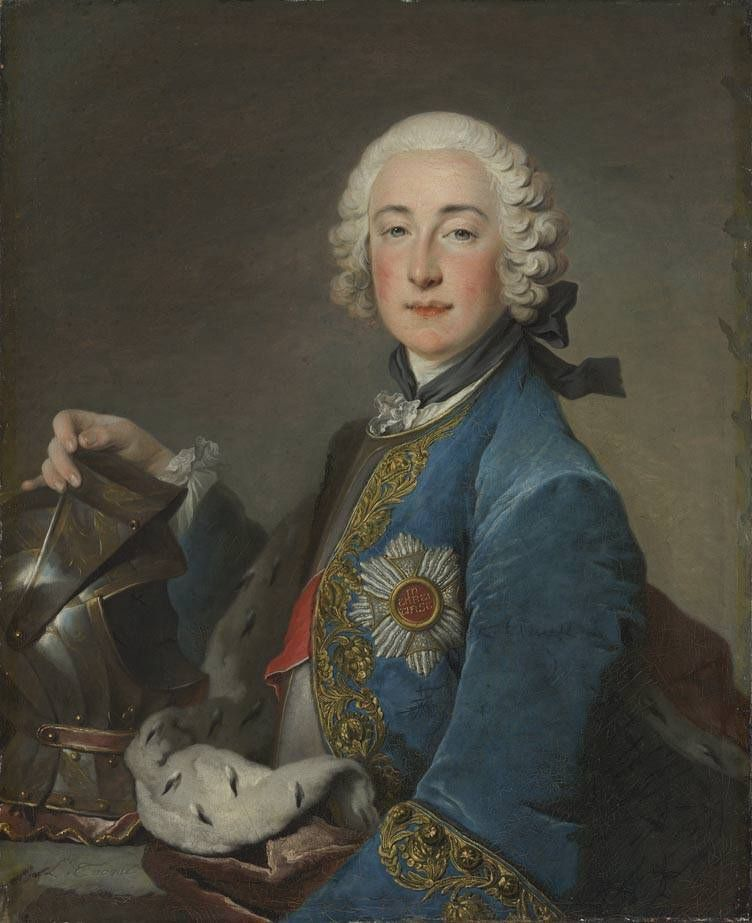
Луї Токе, «Фрідріх Мішел фон Цвейбрюкен»